# Ética (Espinoza)
A Ética ou Ética demonstrada à maneira dos geômetras (em latim: Ethica, ordine geometrico demonstrata), geralmente referida apenas como Ética de Espinoza, é considerada a principal obra do filósofo holandês de origem portuguesa Baruch Espinoza. Foi publicada postumamente, em 1677, ano da morte do autor.:27
A Ética está organizada segundo um método axiomático-dedutivo inspirado na geometria euclidiana visando garantir a certeza dos resultados, embora à custa de uma leitura não especialmente fácil. A obra sendo vincadamente sistemática propõe-se tratar todos os campos de investigação da filosofia dividindo-se em cinco partes (sobre Deus, a mente, as paixões, a escravização do homem em relação a estas e a possibilidade da sua libertação delas) que correspondem a um percurso que partindo das questões mais fundamentais da metafísica, e passando pela teoria do conhecimento, chega por fim à ética com o objectivo preciso de formular uma teoria da felicidade humana.:7:8
Desde a sua publicação inicial, a Ética de Espinoza tem influenciado o pensamento e a obra de inúmeros grandes filósofos posteriores até ao presente. Inicialmente, porém, Espinoza sofreu acusações de ser ateu e outros criticismos, principalmente por suas indagações sobre a natureza de Deus. Entretanto, a Ética e as ideias de Espinoza em geral tiveram um papel importante na filosofia europeia subsequente, inspirando Hegel, Johann Fichte, Friedrich von Schelling, os empiristas John Locke e David Hume, e pensadores do século  XIX e XX como Ernst Mach, William James, Bertrand Russell, entre vários outros.:164:166

## Organização da obra
- Na Parte I, sobre Deus, o autor demonstra que existe apenas uma substância infinita que se manifesta em infinitos atributos, que, no seu conjunto, são a própria substância;[3] apenas dois deles, extensão e pensamento, são perceptíveis ao homem. Estes dois atributos «exprimem-se em "modos" ("afecções" da substância), distintos em número infinito, enquanto prolongamento da infinidade dos atributos, e finitos, ou seja articulados nas coisas particulares.»[4] Os modos, materiais e ideais, são dominados por um determinismo a que não se subtrai o próprio Deus, identificado com a natureza no seu todo;

- Na Parte II, sobre a mente, descreve o paralelismo entre o corpo e a mente do homem que dá origem ao nosso conhecimento sensível e mostra como, para além deste, é possível aceder ao conhecimento adequado, isto é, claro e distinto, e certamente verdadeiro;

- Na Parte III, sobre os afetos, mostra como a gama completa das emoções humanas depende de um impulso fundamental para a autopreservação, ao instinto de sobrevivência a partir do qual, correspondendo a um aumento da própria força, deriva a alegria e, correspondendo a uma diminuição, a tristeza;

- A Parte IV analisa tanto como as ideias inadequadas do homem determinam a sua passividade relativamente às causas externas das quais acaba por ser um escravo, como a capacidade da razão para motivar o homem a combater as paixões e a conviver pacificamente com os outros homens;

- Na Parte V demonstra que a mente humana, na medida em que atinge a concepção de ideias que não dependem do tempo, é eterna e, como tal, é uma parte da infinidade eterna do intelecto de Deus. A mente humana encontra assim, nesta comunhão intelectual com Deus, neste mútuo amor intelectual, a sua máxima felicidade/beatitude.

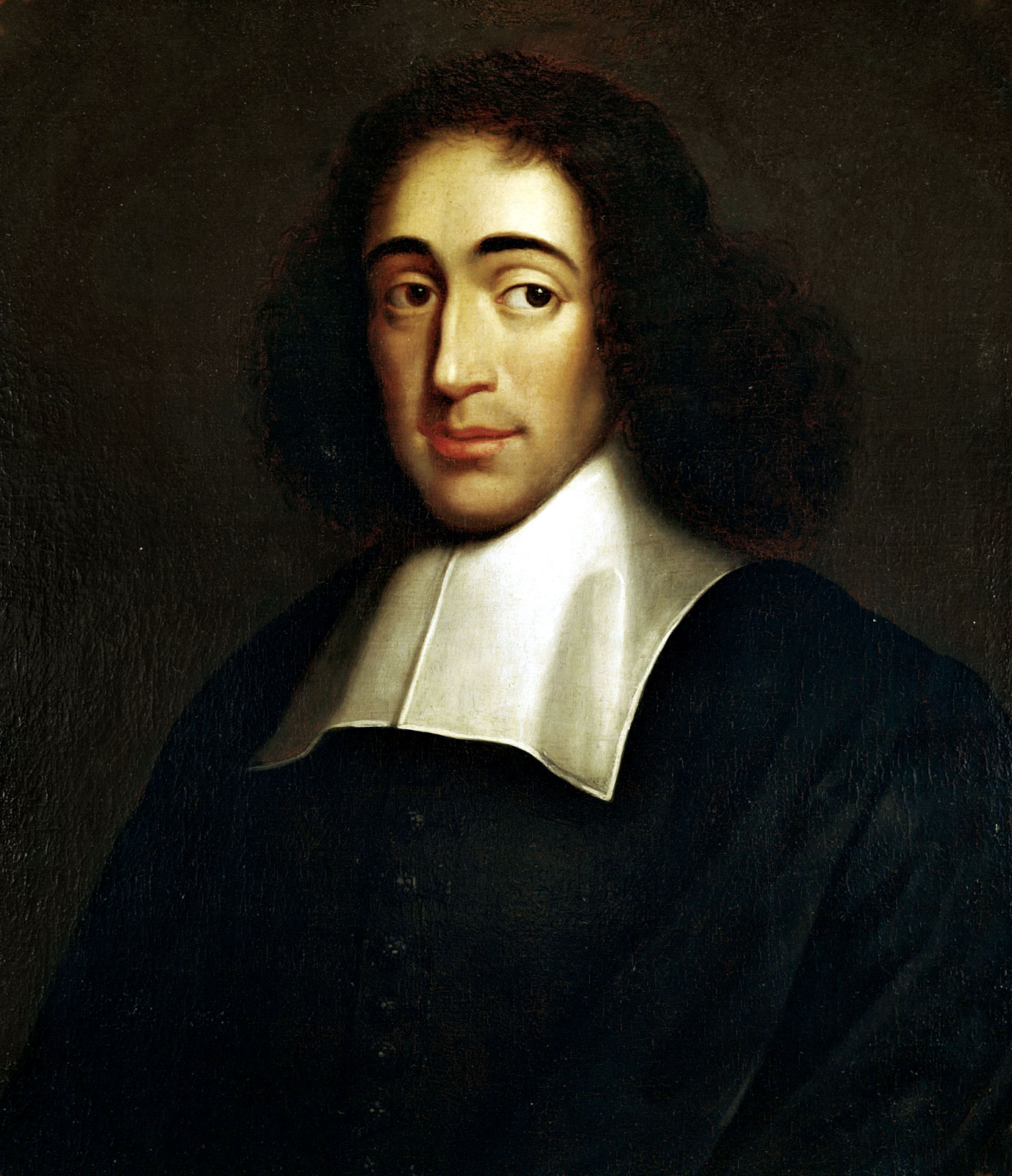
Retrato de Espinoza (c. 1665), por artista desconhecido. Biblioteca Herzog August em Volfembutel

## Génese da obra
A versão preliminar da primeira parte da Ética (a qual na intenção do autor, à época, deveria consistir num total de três partes) foi completada por Espinoza em 1662. Ele já havia realizado, entre 1656 e 1657, a elaboração do Tratado da Correção do Intelecto (Tractatus de intellectus emendatione), que contudo tinha deixado incompleta; por outro lado, provavelmente entre 1660 e 1661, tinha escrito um Breve tratado sobre Deus, o Homem e o bem dele (Korte Verhandeling van Deus, de Mensch en deszelvs Welstand), destinado a permanecer inédito até à morte do seu autor.
O Tratado da Correção do Intelecto era um texto de raciocínio cartesiano, em que Espinoza argumentava, como numa espécie de Discurso do Método, o fracasso de todas as tentativas anteriores de chegar a uma fundação e a uma compreensão completa do conceito de bem e, em seguida, na tentativa de tornar este bem acessível ao homem (mesmo num sentido prático), formulava as teorias sobre conhecimento e verdade que tinham constituído a base dos seus escritos posteriores.:3:4

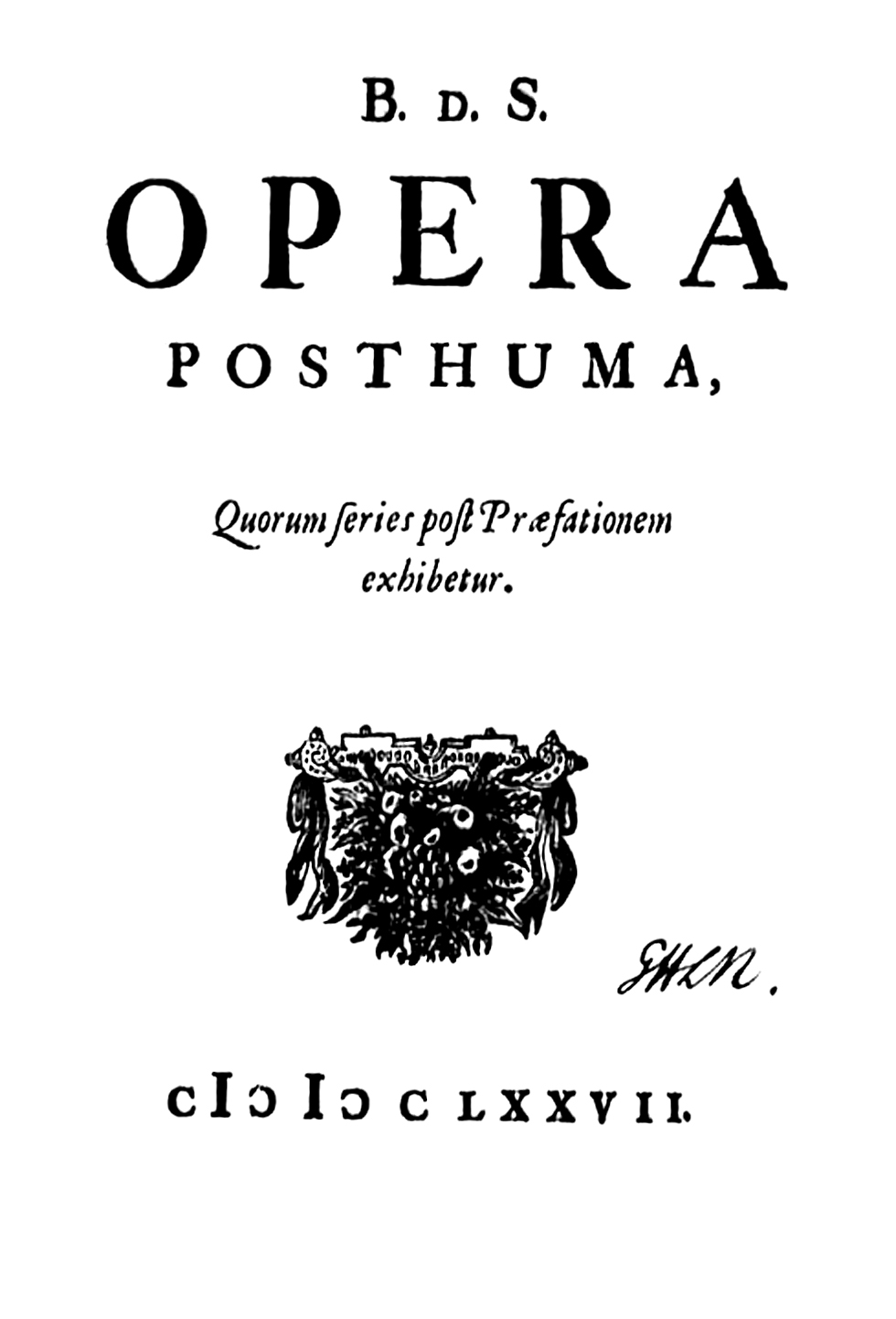
Capa da edição em latim das obras de Espinoza, publicada por amigos logo após a sua morte, intitulada de Opera posthuma. Para se protegerem contra as reações que previsivelmente seriam desencadeadas pela tese radical nela exposta, omitiram o nome do editor, Jan Rieuwertsz, e o local de publicação, Amesterdão, apenas indicando as iniciais do autor: B. d. S. (Benedictus de Spinoza)

O Breve tratado sobre Deus, o Homem e o bem dele era uma obra de maior fôlego, no qual o autor expunha pela primeira vez um sistema filosófico completo; daí a Ética, cuja composição foi verossimilmente iniciada logo após a conclusão do Breve tratado, representar fundamentalmente uma reelaboração diferente pelo método de exposição, mas semelhante no que diz respeito à maior parte do conteúdo.:4
Após a publicação, em 1663, de Princípios da Filosofia Cartesiana (Renati Des Cartes Principiorum Philosophiae pars I et II), caracterizado pela exposição more geométrico ("ao modo geométrico") que seria também típica da obra-prima de Espinoza, o filósofo fez circular entre alguns amigos um novo projeto da Ética, ainda provisório, se bem que ele próprio considerasse a obra quase completa;:3:5,9 nesta fase a obra era intitulada Philosophia.
Entretanto, ele escreveu também o Tratado teológico-político (Tractatus teológico-politicus), que seria publicado anonimamente,:298 em 1670. Espinoza sustentava a importância da liberdade de pensamento e de expressão, a fim de tornar possível a qualquer um a procura do bem mais elevado, e, por consequência, opunha-se à interferência do poder religioso na esfera política e a todas as formas de intolerância que pudessem resultar desta ou de outras causas.:5
Spinoza voltou a trabalhar na Ética em 1670, reelaborando consideravelmente o texto que cinco anos antes havia considerado praticamente definitivo,:250 e completou-a em 1675. O objetivo da obra era o mesmo dos seus textos anteriores, ou seja, o de proporcionar uma doutrina metafísica, epistemológica, psicológica, ética e teológica capaz de permitir ao homem atingir o verdadeiro bem. No entanto, temendo reações semelhantes às que já tinham provocado, anteriormente, a divulgação de algumas das suas ideias,:296:298 e, nomeadamente, tendo em conta as numerosas condenações a que tinha sido sujeito o Tratado teológico-político,:324 ele não quiz publicá-la. Foi só depois de sua morte em 1677, que o texto foi publicado em duas edições por conta do seu círculo de amigos (Jan Rieuwertsz, Jarig Jellesz, Lodewijk Meyer, Johannes Bouwmeester, Georg Hermann Schuller, Pieter Van Gent e Jan Hendrik Glazemaker)::385 em latim na coleção intitulada Opera posthuma, e numa tradução holandesa de Glazemaker:XXV, Nagelate Schriften. Ambas as edições saíram em 1677.:5
Não obstante a Ética de Espinoza ser uma obra extremamente original e radical, o seu autor sofreu a influência de vários pensadores e o seu conhecimento profundo dos problemas filosóficos e do modo como tinham sido tratados no passado, mesmo recentemente, emerge do conteúdo da própria Ética. Entre os marcos de referência de Espinoza, vale a pena mencionar filósofos antigos, como Platão, Aristóteles e os estoicos; os pensadores judaicos da Idade Média, como Maimônides; os filósofos da cena europeia dos séculos XVI e XVII, como Francis Bacon, Thomas Hobbes e, especialmente, Descartes.:251 Sobre este último, em particular, Espinoza é nalguns aspectos muito próximo, ainda que em muitos outros aspectos importantes se afaste claramente, criticando Descartes muitas vezes de uma forma mais ou menos direta.:143

## O método geométrico
A obra é profundamente sistemática; propõe-se tratar todos os campos de investigação da filosofia dividindo-a em cinco partes (sobre Deus, a mente, as paixões, a escravidão do homem em relação a elas e a possibilidade da sua libertação delas) correspondendo a um percurso que, a partir das questões mais fundamentais da metafísica, conduz por fim à ética com o objetivo preciso de formular uma teoria da felicidade humana.:7:8
A exposição do conteúdo de Ética, tal como especificado no título, é pois organizada segundo um método "geométrico" baseado no modelo axiomático-dedutivo da geometria euclidiana.:8 Espinoza começa por enunciar axiomas e definições com base nos quais demonstra as proposições com os seus eventuais corolários.
Este método, que visa garantir demonstrativamente a certeza dos resultados, é considerado por alguns comentaristas como um reflexo significativo daquela que para Espinoza é a estrutura da própria substância de referência de tudo o que é no mundo, uma vez que a causalidade da dinâmica do universo corpóreo é traduzida numa série de correspondentes nexos de implicação lógica; outros, sem necessariamente contestar esta tese, têm sustentado, que mesmo assim a forma de Ética poderia muito bem ser a de um normal texto filosófico em prosa.
De qualquer modo, tem sido sublinhado que, em primeiro lugar, muitas vezes Espinoza subentende, como pressupostos, teses que ainda não enunciou e que só posteriormente serão demonstradas;:8 e que, em segundo lugar, alguns dos que o autor considera como axiomas implicam tomadas de posição filosoficamente contestáveis e mesmo assim estão longe de serem evidentes em si mesmos,:14 justificando-se em vez disso, pouco a pouco, em virtude das consequências obtidas a partir deles.:656
Além disso, em várias ocasiões, Espinoza parece mostrar aversão à rigidez do método euclidiano.:9, 91 É também por isso que frequentemente acrescenta às suas proposições comentários mais extensos e de caráter discursivo nos quais esclarece os seus resultados ou até mostra como tais resultados refutam as posições de alguns dos seus adversários; com a mesma finalidade estão presentes prefácios ou apêndices às várias partes.:8

## Parte I: de Deus
A primeira parte da Ética de Espinoza é dedicada a definir a substância e Deus e a fazer deduções a partir de tais definições, conforme explica o Autor no apêndice da Parte I:
| “ | No exposto até aqui, expliquei a natureza de Deus e as propriedades, tais como: que existe necessariamente; que é único; que existe e age somente pela necessidade da sua natureza; que é, e de que modo, a causa livre de todas as coisas; que tudo existe em Deus e d´Ele depende de tal maneira que nada pode existir nem ser concebido sem Ele; e, finalmente, que tudo foi predeterminado por Deus, não certamente por livre arbítrio, isto é, irrestrito bel-prazer, mas pela natureza absoluta de Deus ou, por outras palavras, pelo seu poder infinito. | ” |
|   | — (E I, Apêndice):164 . |   |

### Definições e axiomas: a substância, Deus, os atributos
Espinoza propõe em primeiro lugar oito definições. A primeira, a «causa de si» é definida como «aquilo cuja essência implica a existência» (E I, d1);:99 noutra definição, a substância é definida como «aquilo que existe em si e por si é concebido» (E I, d3),:100 ou seja, aquilo que é autossuficiente quanto à sua existência e não tem necessidade de outra coisa por meio da qual possa ser concebido (ele referiu a propósito sobre a «em si ontológica e a de per si conceptual»);:321 a seguir, o «atributo» é definido como «aquilo que o intelecto percebe de uma substância como constituindo a sua essência» (E I, d4),:100 ou aquilo que torna cognoscível uma substância dando-lhe uma natureza determinada (Espinoza dirá, ainda, que a substância "é expressa" mais do que "constituída" pelos atributos, de modo a evitar qualquer equívoco de que a substância pudesse ser entendida como uma mera soma de atributos não relacionados entre si);:13 Deus é definido como «o ente absolutamente infinito, isto é, a substância que consta de infinitos atributos» (E I, d6).:100 Estas definições são bastante tradicionais, derivadas de anteriores aristotélicos, escolásticos ou cartesianos, e não deveriam soar tão originais para os contemporâneos de Espinoza, como as consequências que ele elaborou.:12:13
Espinoza apresenta pois sete axiomas, ou seja, outras tantas verdades fundamentais consideradas óbvias. Ele afirma especificamente que «de uma dada causa determinada segue-se necessariamente um efeito; se, ao contrário, não existe qualquer causa determinada, é impossível seguir-se um efeito» (E I, a3) :103 e que «o conhecimento do efeito depende do conhecimento da causa e envolve-o» (E I, a4).:103 Espinoza assume, assim, um determinismo rígido, de modo que o princípio de que a uma causa se segue um certo efeito é válido sem excepção, e também afirma que a relação causa-efeito corresponde à relação premissa-consequência, ou seja, que a Causalidade na natureza é paralela à implicação lógica no conhecimento da natureza::15 diretamente da qual derivará que «a ordem e a conexão das ideias é a mesma que a ordem e a conexão das coisas» (E II, p7).:203 Um axioma seguinte afirma que «Coisas que nada tenham de comum não podem ser entendidas umas pelas outras» (E I, a5).:104 O autor começa depois a demonstrar as suas proposições.

### Unicidade da substância infinita em Deus
Dado que substâncias de natureza diferente, ou seja, com diferentes atributos, não podem ser conhecidas uma por meio da outra e, por conseguinte, não podem ser uma a causa da outra, e dado que, além disso, duas substâncias com a mesma natureza (por um princípio semelhante ao da identidade dos indiscerníveis) seriam a mesma substância, cada substância deve ser a causa de si mesma.:16:17 Dado que assim a substância é aquilo cuja essência implica a existência, ela não pode ser concebida senão como existente e, portanto, dada a identificação da relação de implicação com a de causalidade, deve existir necessariamente.:17 Espinoza aplica aqui um raciocínio, que se tornaria conhecido mais tarde como argumento ontológico, similar ao usado pela primeira vez por Anselmo d'Aosta para demonstrar a priori a existência de Deus.:17:18
O facto de não poderem existir duas substâncias com o mesmo atributo (ou as duas substâncias seriam o mesmo), implica que uma substância não pode ser limitada por uma substância da sua própria natureza, e qualquer substância é, portanto, infinita no seu género. Por definição (El, d2) é, de facto, infinito no seu género qualquer coisa que não é limitada por qualquer coisa da sua própria natureza.:18 (A definição inversa de Espinoza é: «Diz-se que uma coisa é finita no seu género quando pode ser limitada por outra da mesma natureza»):99 Mas não só não podem dar-se duas substâncias com o mesmo atributo: há só uma substância a que se referem todos os atributos infinitos, que é Deus. Porque Deus, que por definição é a substância absolutamente infinita (não só infinita no seu género) que consiste de atributos infinitos, deve existir necessariamente uma vez que, sempre por definição, é substância. Mas na medida em que é caracterizada por todos os atributos infinitos, e a cada atributo deve corresponder uma só substância, Deus é a única substância existente.:18:19

### Deus sive Naturae o determinismo

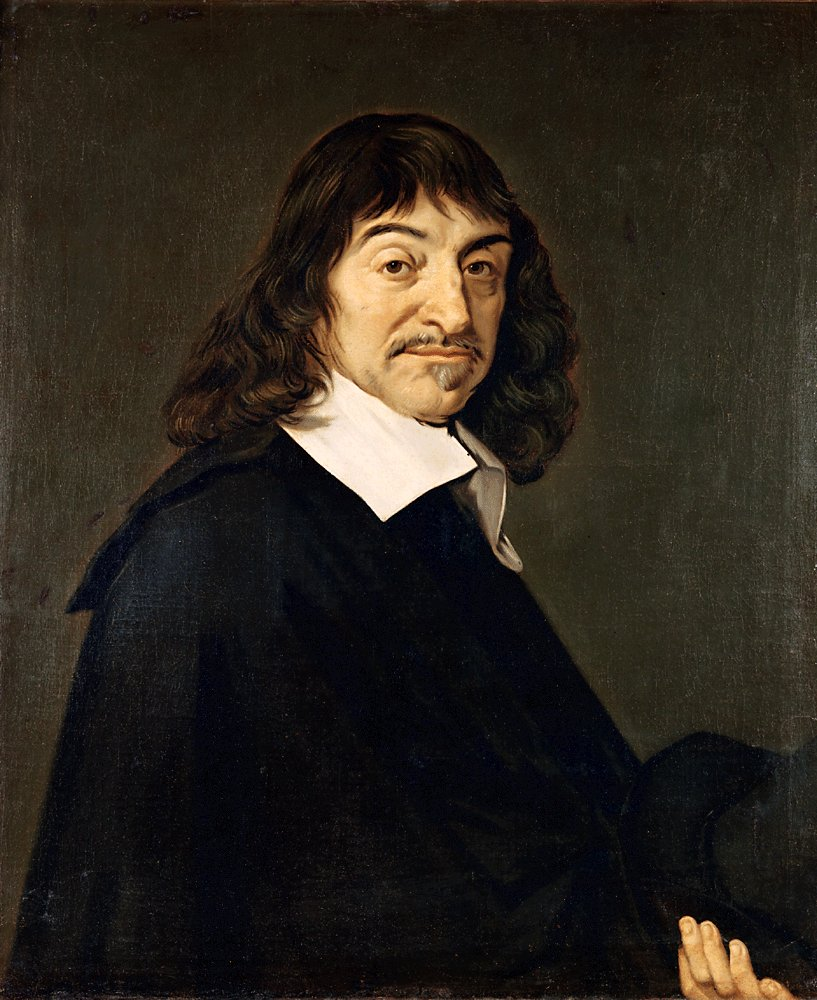
Retrato de Descartes (1649), de Autor desconhecido, segundo cópia de obra de Frans Hals. Descartes foi o pensador com maior influência direta sobre Espinoza.

O facto de que Deus é infinito e que é a única substância existente, implica que nada existe fora de Deus: «Tudo o que existe, existe em Deus, e sem Deus nada pode existir ou ser concebido» (EI, p15):122 Deus «é causa imanente, e não transcendente, de todas as coisas» (E I, p18).:137 «As coisas particulares não são mais que afecções dos atributos de Deus, ou seja, modos pelos quais os atributos de Deus se exprimem de maneira certa e determinada»(E I, p25c).:145 Deus é assim identificado com a própria natureza, de acordo com o famoso lema Deus sive Natura ("Deus, ou seja, a Natureza"; extrapolado de E IV, p4d):27 Deus é Natureza, e Natureza é Deus. Este é o panteísmo de Espinoza.
Por um lado, Espinoza afirma que, embora a essência de Deus seja expressa por infinitos atributos, o intelecto humano pode apenas compreender os dois que Descartes já havia reconhecido como os únicos dos quais nós, seres humanos, participamos, isto é, pensamento e extensão, os quais são concebidos de forma independente um do outro. Mas, ao contrário do que acontece em Descartes, não correspondem a duas substâncias distintas, sendo, de facto, dois pontos de vista diferentes, sob os quais é compreendida a mesma substância - o que é comprovado pela unidade da ordem causal que se expressa na extensão (ou seja, nos corpos) e no pensamento (ou seja, nas ideias).:20:26
Por outro lado, o autor assume uma posição radicalmente estranha à tradição filosófica judaico-cristã, isto é, sustenta que a Deus pertence aquela extensão que já era considerada por Aristóteles como inseparável da corporeidade, acrescentando, contra as objeções dos que sustentavam a incompatibilidade da infinitude de Deus com uma sua suposta extensão - incompatibilidade que seria devida à divisibilidade da extensão e à indivisibilidade do infinito - que não é a extensão enquanto atributo, ou seja, enquanto infinita, que é divisível, mas os corpos individuais, que não são mais que as modificações finitas da extensão.:27:31
Uma outra tese de Espinoza - e que na época gerou escândalo - é a de que Deus não é capaz de derrogar a rígida necessidade causal que regula todos os eventos naturais: diz-se que Deus é a causa livre do universo, porque (EI, D7) se definiu a liberdade como o facto de não ser determinado por causas externas, mas apenas pela necessidade da própria natureza, e Deus (e só Deus), enquanto causa de si, é determinado, em sua essência e existência, somente por si mesmo; mas "na natureza dos seres não há nada de contingente" (EI, p29),:149 e Deus, que obedece à necessidade da sua natureza (sancionada pelo axioma 3), não faz exceção::31:32 «Deus não age em virtude da liberdade da vontade» (E I, p32c2).:156 «As coisas não podiam ter sido produzidas por Deus de maneira diversa, nem noutra ordem» (E I, p33).:156
Se Deus, para que fosse preservada a sua liberdade de criar coisas novas, devesse não ter criado tudo o que estava no seu poder, teria a sua potência limitada para garantir a liberdade do seu arbítrio; mas um Deus que não tem a potência de criar tudo o que decorre da sua natureza necessária é, para Espinoza, profundamente contraditório.:33 As coisas decorrem da potência de Deus, a qual coincide com a sua essência (E I, p34) com tal necessidade irrevogável que, se ele fizesse as coisas de forma diferente, teria uma essência diferente e seria um Deus diferente, o que é absurdo pela demonstrada unicidade de Deus (E I, p33).:31

### Os modos infinitos e finitos da substância
Para explicar como os seres finitos da nossa experiência derivam da infinidade de Deus, Espinoza introduz o conceito de «modo», que se decompõe em "modos imediatos infinitos", "modos mediatos infinitos" e "modos finitos". Por «modo» entende-se «as afecções da substância», que existem noutra coisa que não em si mesma (isto é, estão na substância) e são concebidas por meio de outra coisa que não si mesmas (isto é, são concebidas por meio da substância) (EI, d5).:100
Os «modos imediatos infinitos» são «todas as coisas que derivam da natureza absoluta de um certo atributo de Deus» (EI, p21):140 e são, por exemplo, no que respeita ao atributo da extensão, as leis do movimento e do repouso, e, no que respeita ao atributo do pensamento, a vontade e o intelecto divinos;:39 porém deve ser enfatizado que Espinoza atribui a Deus vontade e inteligência num sentido diferente do que era a tradição, culpada, segundo ele de indevidamente antropomorfizar Deus::46 intelecto e vontade, como repouso e movimento, são consequências diretas e inevitáveis da essência de Deus, e não constituem eles próprios a sua essência (que é constituída antes pelos atributos). Em particular, "a vontade e o intelecto estão para a natureza de Deus na mesma relação que o movimento e o repouso, e, de maneira geral, todas as coisas naturais que (pela Proposição 29) devem ser determinadas por Deus a existir e agir de certo modo" (EI, p32, c2).:156 As coisas que se seguem a partir da vontade e da inteligência de Deus não se seguem com a mesma necessidade das outras realidades naturais e, portanto, não pode ser dito em nenhum sentido que a vontade de Deus é livre. Como escreveu a comentadora Emanuela Scribano, "o que Deus entende e quer é constituído igualmente das consequências necessárias da sua essência".:40

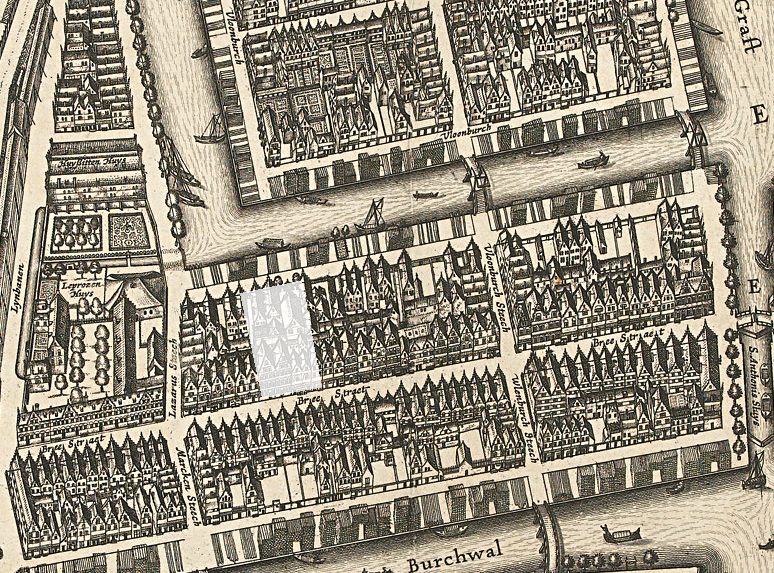
Mapa de Amsterdão, por Balthasar Florisz van Berckenrode (1625), estando assinalado a branco o local onde Espinoza cresceu. Em 1665, Espinoza fez circular entre alguns amigos um primeiro esboço da Ética.

Um «modo mediato infinito» é «o que resulta de um qualquer atributo de Deus, enquanto modificado por uma modificação tal que, em virtude do mesmo atributo, existe necessariamente e como infinita» (EI, p22).:142 Enquanto modificação do atributo divino da extensão pelas leis do movimento e do repouso, que são um modo imediato infinito, o universo no seu conjunto é um exemplo de modo mediato infinito.:41 Os corpos individuais, enquanto modificações finitas do atributo da extensão, são exemplos de modos finitos.
A introdução das noções, já escolásticas, de Natura naturante e Natura naturada explica depois estes pontosː «por Natura naturante deve entender-se o que existe em si e é concebido por si, ou seja, aqueles atributos da substância que exprimem uma essência eterna e infinita, isto é, Deus, enquanto se considera como causa livre. Por Natura naturata, porém, entendo tudo aquilo que resulta da necessidade da natureza de Deus, ou seja, de qualquer dos atributos de Deus, isto é, todos os modos dos atributos de Deus, enquanto são considerados como coisas que existem em Deus e que não podem existir, nem ser concebidas sem Deus» (EI, p29s).:151 Há, de facto, uma diferença importante entre ser Deus e ser em Deus.

### Temporalidade e causalidade
Com isto, introduz-se o tema do tempo: "Deus, isto é, todos os atributos de Deus, são eternos" (E I, p19). Por eternidade (E I, d8), Espinoza entende não uma duração infinita, mas a existência independente da temporalidade, com a qual é manifesto que Deus é somente Deus - enquanto causa de si e substância cuja essência implica a existência - existe sem referência ao tempo.:42 Pelo contrário, porque "a essência das coisas produzidas por Deus não implica a existência" (E I, p24), essas têm uma duração, isto é, um começo e um fim.:43 Não por que as coisas individuais, finitas, são contingentes: «Na natureza nada existe de contingente» (E I, p29),:149 e, em particular, «Não há, porém, outra razão para se dizer que qualquer coisa é contingente a não ser a carência do nosso conhecimento» (E I, p33 s1),:158 isto é, porque não conhecemos as causas.:45 De acordo com Espinoza, todas as coisas dependem, em última instância, da eterna e infinita essência de Deus pela sua essência e pela sua existência (E I, p25); mas coisas finitas estão inseridas numa cadeia de causalidade, temporalmente determinada, de tal modo que «Qualquer coisa singular, ou seja, qualquer coisa que é finita e tem existência determinada, não pode existir nem ser determinada à ação se não é determinada a existir e a agir por outra causa, a qual é também finita e tem uma existência determinada [...] e assim indefinidamente» (E I, p28).:43:146
Como se verá na Parte Segunda, «na medida em que as coisas singulares não existem a não serem enquanto compreendidas nos atributos de Deus [isto é na dimensão eterna], o seu ser objetivo, isto é, as suas ideias, também não existem, a não ser enquanto existe a ideia infinita de Deus; e, sempre que se diz que as coisas singulares existem, não somente enquanto compreendidas nos atributos de Deus, mas enquanto se diz que elas têm uma duração [isto é, na temporalidade], as suas ideias envolverão também uma existência, em virtude da qual se diz que têm uma duração» (E II, p8c).:205

### O preconceito finalístico
No apêndice à primeira parte da Ética, Espinoza propõe-se demonstrar como todos os erros da teologia tradicional – a começar pela crença supersticiosa num Deus em grande parte antropomorfo, a quem são atribuídas paixões humanas, e, para agradá-lo, cai-se num mesquinho comércio de culto para a salvação – derivam de um único preconceito fundamental: o de que a natureza é ordenada segundo uma finalidade.:46
Espinoza quer primeiro explicar por que os homens compartilham esse preconceito: «que toda a gente nasce ignorante das causas das coisas», o que os leva a iludir-se de serem livres simplesmente porque não conhecem as causas que os levam a agir; mas «todos desejam alcançar o que lhes é útil e de que são côncios», e uma vez que todos «encontram em si e fora deles bastantes meios que contribuem não pouco para que alcancem o que lhe é útil [...] são levados a considerar todas as coisas da Natureza como meios para a sua utilidade pessoal. E porque sabem que tais meios foram por eles achados e não dispostos, daqui tiraram motivo para a creditar na existência de outrem que os dispôs para que os utilizassem. [...] Foram levados a concluir que houve alguém ou alguns regentes da Natureza, dotados como os homens de liberdade e que cuidaram em tudo que lhes dissesse respeito e para sua utilidade fizeram todas as coisas». E «Quanto à compleição destes seres, como nunca ouviram nada a tal respeito, também foram levados a julgá-la pela que em si notaram. Daqui haverem estabelecido que os Deuses ordenaram tudo o que existe para uso humano, a fim dos homens lhes ficarem cativos e serem tidos em suma honra» (E I, Apêndice).:166:167 O finalismo, em suma, não é senão a consequência da ignorância das causas e da imaginação que o homem usa (em vez da razão) para tentar conter esta sua ignorância.
A crença na existência de finalidade deriva, segundo Espinoza, a ideia de que no mundo existem valores que tornam as coisas (em si mesmas) boas ou más: quando, na verdade, simplesmente o que alegra o homem é chamado de bom ou belo, e o que lhe desagrada é mau ou feio. O facto, pois, de os homens, embora semelhantes em muitos aspectos, serem todos diferentes, e, portanto, uns e outros considerarem boas ou más coisas diferentes, gera as disputas amargas que levam ao ceticismo. Segundo Espinoza, ao invés, na natureza, dominada como é por uma necessidade absoluta, não ocorrem coisas boas em si mesmas ou más em si mesmas: o problema do mal, ou seja, justificar a existência do mal num universo dominado por um Deus bom e providente, resolve-se, antes de ser colocado, se se abandonar o finalismo que, desse problema, era a origem.:47:49

## Parte II: da natureza e da origem da alma
Na segunda parte, Espinoza expõe a sua teoria do conhecimento, que nas partes sucessivas da obra tornará o fundamento da teoria da beatitude humana.:49

### A duração finita do homem e o paralelismo de mente e corpo

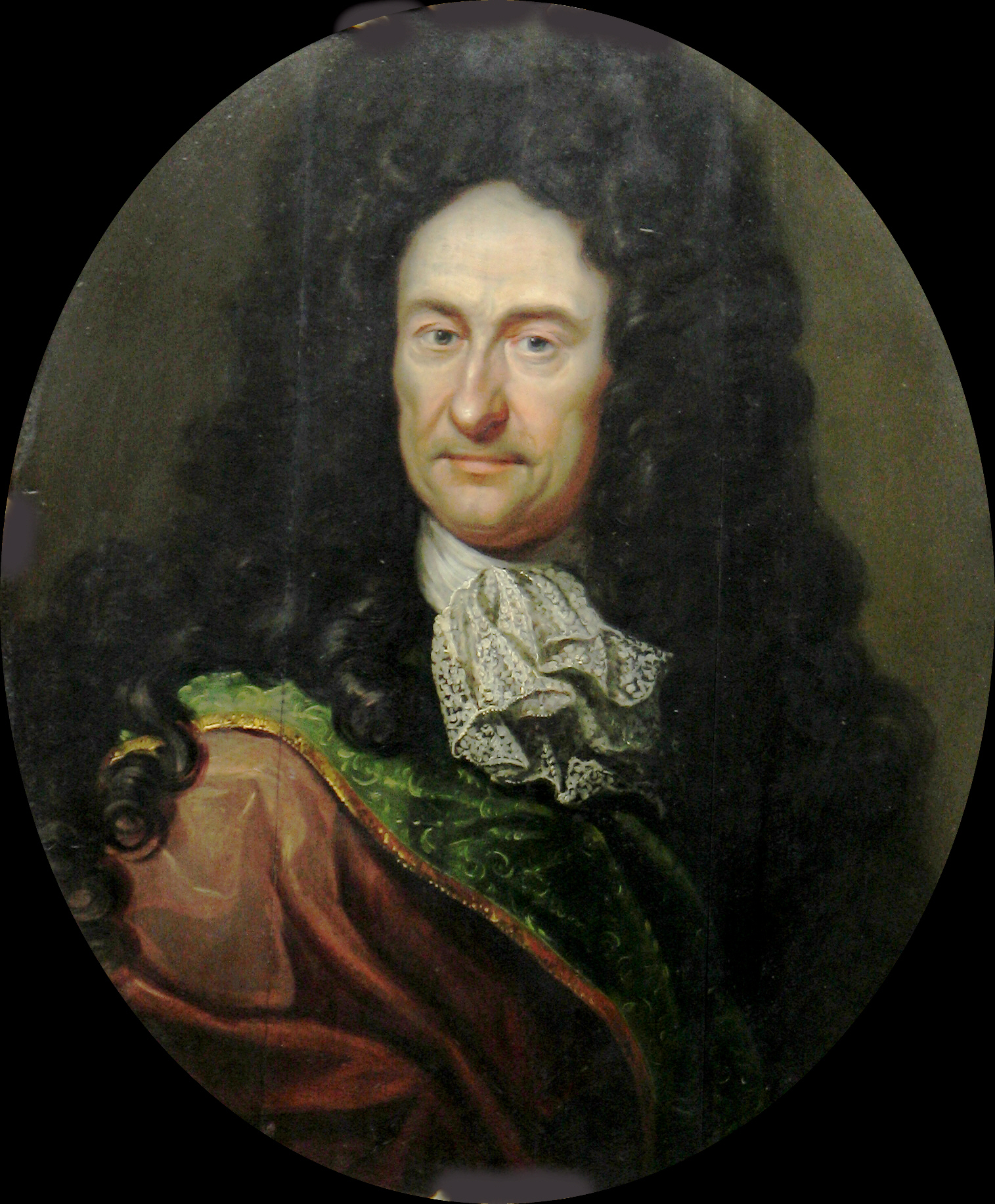
Gottfried Wilhelm von Leibniz entrou em contato direto com Espinoza e teve com ele uma fecunda relação epistolar, graças à qual os dois discutiram argumentos científicos e filosóficos.

«Digo que pertence à essência de uma coisa aquilo [...] sem o qual a coisa não pode nem existir nem ser concebida e, reciprocamente, aquilo que, sem a coisa, não pode nem existir nem ser concebido» (E II, d2).:197 Com esta definição, Espinoza quer enfatizar a distância entre as coisas finitas e Deus, impedindo que alguém possa pensar que, uma vez que todas as coisas singulares (que não podem ser concebidas por si mesmas) devem ser concebidas através de Deus, Deus deva fazer parte da essência das coisas singulares. Para que qualquer coisa faça parte da essência de qualquer outra coisa, de facto, é necessário que a relação de dependência seja bidirecional: mas dado que Deus pode ser e ser concebido mesmo sem as coisas finitas, não está contido na sua essência delas.:50:51 As coisas dependem de Deus, tanto quanto Deus depende só de si mesmo. Mas sendo Deus e as coisas individuais necessárias, a necessidade ativa e eterna da substância absolutamente infinita (cuja essência implica a existência) não deve ser confundida com aquela passiva e resultante dos entes finitos (cujas essências não implicam a existência).:50:51 Dito isto, o homem é uma única singular, um ser finito, e como tal a sua essência não implica a existência (E II, a1).:198
Mas «O homem pensa» (E II, a2),:198 e por outro lado «sente que um determinado corpo é afetado de muitas maneiras» (E II, a4).:198 Espinoza introduz agora a relação com a esfera do corpo e da mente no homem, mas partindo de novo de Deus: em primeiro lugar «Existe necessariamente em Deus uma ideia tanto da sua essência como de tudo o que necessariamente se segue da sua essência» (E II, p3);:200 mas as coisas não são causadas pelas ideias de coisas presentes em Deus (como ocorria segundo grande parte da tradição escolástica), nem as ideias de coisas são causadas pelas coisas (porque, como vimos na primeira parte, entre as entidades de natureza diferente como são os diferentes pensamentos e extensões, não pode haver causalidade). Assim, entre ideias e coisas existe uma relação de correspondência sem causalidade, ou, como dirá Leibniz,:58 de «paralelismo». As ideias e as coisas, a concatenação de implicações e causalidades, correspondem-se perfeitamente porque expressam de pontos de vista diferentes a mesma unidade substancial::51:53 «são uma e a mesma substância, compreendida ora sob um atributo ora sob outro» (E II, p7s).:204
O mesmo se aplica ao ser humano: o homem é uma modificação da substância que participa em apenas dois dos seus infinitos atributos, pensamento e extensão. A mente é, portanto, uma modificação finita do atributo do pensamento, o corpo uma modificação finita do atributo da extensão. As duas modificações, porém, correspondem-se estreitamente, como é testemunhado pela consciência que a nossa mente tem das sensações do nosso corpo: a mente é a ideia que tem como objeto o corpo.:56
A mente humana, que tem as ideias das coisas que conhece, é ela mesma uma ideia e, em particular, é a ideia que, na dimensão intemporal de Deus, corresponde à essência do corpo a que, no tempo, aquela mente sente estar ligada. Mas há uma diferença entre a ideia do corpo de Pedro que constitui a mente de Pedro e a ideia do corpo de Pedro que tem um outro homem, por exemplo Paulo (como observou Scribano, continua a ser comum, nas várias aceções da noção de "ideia", de que "ideia é aquela modificação particular do pensamento que representa algo").:57 Com efeito, «A ideia que constitui o ser formal da mente humana [isto é, a mente como ideia do corpo que lhe corresponde] não é simples, mas composta de um grande número de ideias» (E II, p15).:220 A diferença entre um corpo metálico, a que corresponde a ideia daquele metal, um corpo de animal, a que corresponde a ideia (ou seja, a mente) desse animal, e um corpo humano, a que corresponde a ideia (ou seja, a mente) daquele ser humano depende apenas da diferente complexidade destas ideias, que por sua vez corresponde à complexidade diferente dos corpos correspondentes. Em certo sentido, todos os seres finitos de extensão têm uma mente, que é a ideia a que lhes corresponde no pensamento, mas apenas a mente dos homens é complexa o suficiente para tornar possível a racionalidade - e esta complexidade corresponde puramente à maior complexidade do corpo humano face ao corpo de qualquer animal e, com maior razão, à de qualquer objeto inanimado.:59:60

### Conhecimento inadequado
Dado que «O objeto da ideia que constitui a mente humana é o corpo [...] e não outra coisa» (E II, p13),:211 para Espinoza «A mente não se conhece a si mesma a não ser enquanto percebe as ideias das afecções do corpo» (E II, p23).:228 Assim, uma vez que o princípio de todo o conhecimento está nas afecções do corpo, o autor insere entre a proposição trigésima e a quadragésima uma série de lemas matemáticos dedicados a delinear uma teoria física sintética e fisiológica, numa base mecanicista, cujo objetivo é o de dar conta do funcionamento da mente humana.:61:63
Resultando, entre outras coisas, que «A ideia de qualquer modo, pelo qual o corpo humano é afetado pelos corpos exteriores, deve envolver a natureza do corpo humano e, simultaneamente, a natureza do corpo exterior» (E II, p16):221 e que portanto os objetos externos são conhecidos através da mediação inevitável (e, possivelmente, deformação) de nosso próprio corpo, ou «as ideias que temos dos corpos exteriores indicam mais a constituição do nosso corpo do que a natureza dos corpos exteriores» (E II, p16c2).:221:63
Além disso, se, por exemplo, um objeto que sempre foi apresentado em conjunto com outro se apresenta agora sozinho, a mente tende a pensar ainda em ambos os objetos (trata-se do princípio de funcionamento da associação de ideias); em geral, «Se o corpo humano foi, uma vez, afetado por corpos exteriores, a mente humana poderá considerar esses corpos como presentes, embora eles já não existam nem esteja presentes» (E II, p17c),:222 e isto "até que o corpo [humano] não seja afeto por uma afecção que exclua a existência ou a presença do próprio corpo [exterior]". Estes estão entre os fundamentos da imaginação, e, assim, da inadequação das ideias que temos sobre o nosso corpo e sobre as suas afecções.:68:69
Se na primeira parte se definia como verdadeira uma ideia se correspondia ao seu objeto, assumindo uma qualificação extrínseca da verdade como correspondência, na segunda parte define-se como adequada uma ideia da qual, a partir dela apenas, podem ser derivadas todas as propriedades do seu objeto, isto é, uma ideia clara e distinta que permita conhecer de um objeto as causas e os efeitos.:66 Com isto, para Espinoza, uma ideia adequada é sempre uma ideia verdadeira. Qualificar como "ideia adequada" é, portanto, uma qualificação intrínseca à própria ideia (que uma ideia seja clara e distinta se puder afirmar ou negar sem ter que confrontar-se com o seu objeto) e, daí, tendo uma ideia adequada sabemos sempre que a temos: «...do mesmo modo que a luz se faz conhecer a si mesma e faz conhecer as trevas, assim a verdade é norma de si mesma e da falsidade» (E II, p43s).:247:67
Ter uma ideia adequada de um corpo finito significa poder reconstruir tanto a cadeia causal que o levou a existir no tempo como a cadeia causal dos eventos determinados por ele no tempo; mas tais cadeias causais, como vimos, são infinitamente estendidas no passado e no futuro, e, portanto, o seu conhecimento não é acessível a uma mente finita como a humana. Noutras palavras, sempre que para conhecer algo não é suficiente o conhecimento de uma afeção do corpo humano, mas é necessário conhecer também outras coisas que o homem não conhece, o homem tem um conhecimento inadequado. Deus, no qual estão presentes todos os infinitos corpos e as correspondentes ideias, tem um conhecimento adequado de todas as coisas, ao qual o homem na sua finitude não pode aceder.:66:68, 79
"A mente humana, todas as vezes que percebe as coisas segundo a ordem comum da natureza, não tem um conhecimento adequado nem de si mesma, nem do seu próprio corpo, nem dos corpos exteriores, mas somente um conhecimento confuso e mutilado. A mente, com efeito, não se conhece a si mesma senão enquanto percebe as ideias das afecções do corpo. Mas não percebe o seu corpo a não ser por meio das ideias das afecções, por meio das quais apenas também percebe os corpos exteriores." (E II, p29c):234
Donde a teoria do erro de Espinoza: o conhecimento é inadequado porque é deficiente, porque assim não tem as ideias que lhe serviriam para completar a reconstrução das cadeias causais. Não há nada de positivo no erro: uma ideia falsa é simplesmente uma ideia parcial, que pode tornar-se verdadeira quando a ela se juntam outras que a completam.:73:74 O autor dá um exemplo: o Sol parece pequeno e pouco distante, e nós acreditamos que o seja realmente até que nos seja demonstrado, com base em considerações racionais, que é muito maior e muito mais distante do que parece; a ideia de um Sol que parece pequeno e próximo ainda permanece, mas é complementada por outras ideias (ou seja, da consciência das razões pelas quais a aparência é enganosa e da ideia da verdadeira distância e tamanho do Sol) e, de seguida, forma, em conjunto com estas, uma ideia verdadeira (E II, p35s).:244
Uma ideia falsa pode ser considerada verdadeira até que seja substituída por uma ideia verdadeira (que, como dissemos, "é norma de si própria e da falsidade"), mas nunca é acompanhada pela certeza que caracteriza as ideias claras e distintas, isto é, adequadas, isto é, efetivamente verdadeiras::75:76 «...A ideia falsa, enquanto é falsa, não envolve a certeza. Quando, também, dizemos que um homem aceita ideias falsas e não experimenta nenhuma dúvida acerca delas, não dizemos com isso que tem a certeza, mas apenas que não duvida, ou que encontra o repouso em ideias falsas, porque não há causas que possam fazer com que a sua imaginação flutue».(E II, p49s):255:256

### Conhecimento adequado
No entanto, o conhecimento adequado é também possível para o homem. Além do conhecimento baseado na imaginação e sensibilidade, o qual é instável e parcial por causa da sua passividade em relação às afeções do corpo (que, como vimos, não disponibilizam dados diretos sobre o mundo exterior, mas apenas dados espúrios que contêm informações também e sobretudo sobre o próprio corpo), existem na verdade dois outros tipos de conhecimento: o conhecimento racional, que parte de noções comuns a todos conhecidos e conhecidas adequadamente (por exemplo, a extensão) e que se desenvolve segundo um método estritamente racional semelhante ao da própria Ética, levando a um outro mais amplo conhecimento adequado de um caráter universal; e o conhecimento intuitivo, pelo qual se pode chegar de modo direto e imediato (não discursivo) a noções adequadas cerca dos objetos individuais.:80:82 Enquanto os dois primeiros tipos de conhecimento, o imaginativo e o racional, dão acesso a conhecimentos (respectivamente inadequado e adequado) universais, o terceiro tipo, o intuitivo, dá origem ao conhecimento adequado das entidades individuais.:80:81
O conhecimento adequado dos universais da razão, como exemplo a extensão, é tornado possível pelo facto de que são «coisas que são comuns a todas as coisas e existem igualmente no todo e nas partes» (E II, p38);:239 as propriedades do corpo exterior que, tendo um efeito sobre o corpo humano, é percebido pela mente humana são conhecidos de um modo deformado na exata medida em que o corpo externo e o corpo humano são diferentes um do outro; mas as propriedades que eles têm em comum (por exemplo, a extensão) não podem ser deformadas pela interacção dos dois corpos, e, portanto, são conhecidos por todos os homens, necessariamente, de forma adequada.:83
A finitude do homem impede-o de ter um conhecimento adequado da cadeia causal infinita em que se insere, no tempo, um objeto individual; no entanto, há universais que são independentes de cadeias causais semelhantes e que, de facto, se situam na dimensão intemporal da eternidade (sendo a extensão, mais uma vez, um exemplo). Noutras palavras, a mente tem uma ideia adequada quando tem uma ideia que não depende de outras ideias para a sua adequação; uma tal ideia na mente humana coincide com a mesma ideia que é adequada em Deus, e de ambos os pontos de vista ela tem um caráter intemporal.:93
«É da natureza da razão considerar as coisas não como contingentes, mas como necessárias» (E II, p44),:248 sub specie aeternitatis, «sob um certo aspecto de eternidade» (E II, p44c2).:249 A razão conhece as coisas (mas não as coisas individuais, mas as propriedades comuns) enquanto derivações da necessária natureza divina na sua dimensão eterna, para além da temporalidade na qual estão imersas quando são conhecidas por via da sensibilidade; não «enquanto concebemos que elas existem com relação a um tempo e lugar determinados», mas «enquanto são contidas em Deus e que resultam da necessidade da natureza divina» (E V, p29s).:469:86 A possibilidade de a mente, da qual se tinha dito que não conhecia exceto através das afecções do corpo do qual é ideia, aceder ao conhecimento intemporal pode parecer problemática, e na verdade será totalmente esclarecida somente na parte quinta: então Espinoza vai demonstrar que a mente possui conhecimento adequado para além do tempo enquanto é essa própria uma ideia de Deus que se coloca, em parte, para além do tempo.:84:85 De facto, a mente humana, como o corpo e tudo o mais, tem uma existência finita no tempo, na duração, e uma existência sub specie aeternitatis.:88
Da teoria do conhecimento adequado de Espinoza deriva uma das conclusões mais radicais da Ética: «A mente humana tem um conhecimento adequado da essência eterna e infinita de Deus» (E II, p47).:251 A essência eterna e infinita de Deus são, na verdade, da mesma forma que a extensão, propriedades comuns a todos os corpos, uma vez que, sendo a própria mente, além do corpo humano e dos corpos externos, um ser finito, não pode existir, nem ser concebida sem Deus, e assim «qualquer ideia de um qualquer corpo, ou de uma coisa singular existente em ato, implica necessariamente a essência eterna e infinita de Deus» (E II, p45).:250:85:86

## Parte III: Da origem e da natureza dos afetos
A terceira parte da Ética é dedicada aos afetos e à emotividade, tradicionalmente excluídas do campo de interesse das investigações votadas ao rigor formal; no prefácio, a este respeito, Espinoza contesta a atitude de muitos filósofos que olharam as emoções com desdém, considerando-as uma degenerescência da natureza racional do homem; ele defende, pelo contrário, a necessidade absoluta das paixões (necessidade que as caracteriza como qualquer outro fenómeno natural) e, assim, rejeitando a sua caracterização como intrinsecamente boa ou má, sustentando ao invés a legitimidade do seu estudo científico.:89:90 «..os afetos [...] resultam da mesma necessidade e da mesma força da natureza que as outras coisas singulares; por conseguinte, eles têm causas determinadas, pelas quais são claramente conhecidos, e têm propriedades determinadas tão dignas do nosso conhecimento como as propriedades de todas as outras coisas...» (E III, prefácio).:266

### Ações e paixões
Espinoza primeiro introduz a definição de "causa adequada" que em breve vai servir para definir a noção de "ação". Uma causa é dita "adequada" quando o seu efeito «pode ser percebido claramente e distintamente por ela própria» (E III, d1),:267 isto é, quando (tendo em mente o quarto axioma da primeira parte) o seu conhecimento é suficiente para o conhecimento do seu efeito. Uma "ação", nesta base, é, portanto, definida como um evento interno ou externo a nós mesmos, «de que somos a causa adequada, isto é [...] que pode ser conhecida claramente e distintamente apenas pela nossa natureza» (E III, d2).:267 Inversamente, somos passivos quando, fora de nós ou dentro de nós, algo acontece de que nós mesmos não somos a causa adequada. Assim, os "afetos", geralmente entendidos, são derivados da união das ações e das paixões, e são, portanto, «os afetos do corpo pelos quais a potência de agir desse corpo é aumentada ou diminuída, favorecida ou entravada, assim como as ideias dessas afetos» (E III, d3).:267:91:92
Na primeira parte, Espinoza tinha ligado a causalidade à implicação lógica argumentando que o conhecimento da causa é uma condição necessária para o conhecimento do efeito; esta tese foi retomada, na parte segunda, quando o autor tinha argumentado que a partir de ideias adequadas sempre e necessariamente se conseguem ideias adequadas, e que, portanto, em particular, do conhecimento adequado das causas deve seguir-se o conhecimento adequado dos efeitos. Ora, na exata medida em que adequadamente nos conhecemos a nós próprios como causas de eventos externos ou internos, conhecemos adequadamente tais eventos; e que estamos ativos, isto é, somos causas adequadas, quando temos ideias adequadas. Pelo contrário, somos passivos quando, para explicar os acontecimentos de que somos a causa, temos de recorrer a agentes externos, dos quais (enquanto são objetos individuais) não conseguimos ter ideias adequadas.:92:93 Em suma, «A nossa mente, quanto a certas coisas, age [é ativa], mas quanto a outras, sofre [é passiva], isto é, enquanto tem ideias adequadas, é necessariamente ativa em certas coisas; mas enquanto tem ideias inadequadas, é necessariamente passiva noutras» (E III, p1).:268

### A dinâmica dos afetos
Espinoza enuncia a lei fundamental da conduta humana (que, em todo caso, dada a uniformidade entre o homem e as outras partes da natureza, é válida para todos os entes naturais) sob a forma de uma espécie de princípio de inércia::94
"Toda a coisa, enquanto é em si, esforça-se por perseverar no seu ser." (E III, p6):275
Este esforço de auto-preservação, ou conatus, pertence à natureza intrínseca de todas as coisas individuais, já que nenhuma delas contém o princípio da própria dissolução (sob pena, de contradizer a própria essência) e pode portanto ser destruída apenas por causas externas. Este conatus, esta vontade de manter ou aumentar o nosso poder de perseverar na nossa existência, é o fundamento dos juízos morais que aplicamos às coisas: Espinoza afirma a neutralidade moral da natureza, que é dominada por uma necessidade totalmente cega que a coloca para além dos valores; ele acredita, porém, que em virtude do nosso impulso de sobrevivência, naturalmente desejamos o que favorece a nossa conservação e recusamos o que a ameaça, e que, portanto, «não apetecemos nem desejamos qualquer coisa porque a consideramos boa; mas, ao contrário, julgamos que uma coisa é boa porque tendemos para ela, porque a queremos, a apetecemos e desejamos.» (E III, p9s).:278:95
Por outro lado, uma vez que continua a valer o princípio da correspondência (sem causalidade recíproca) entre as mudanças corporais e as modificações do pensamento, ou seja, entre eventos físicos e ideias, acontece que a um aumento da potência do nosso corpo (a uma modificação corpórea, em suma) corresponde um afeto (que, recorda-se, é uma ideia) de alegria e que simetricamente a um declínio corresponde um afeto de tristeza. Ainda assim, chamamos bom ao que nos provoca alegria, e que, portanto, cobiçamos, e chamaremos mal ao que nos causa tristeza e de que, por isso, fugimos. Alegria e tristeza são os principais afetos entre os quais o homem se move.:95

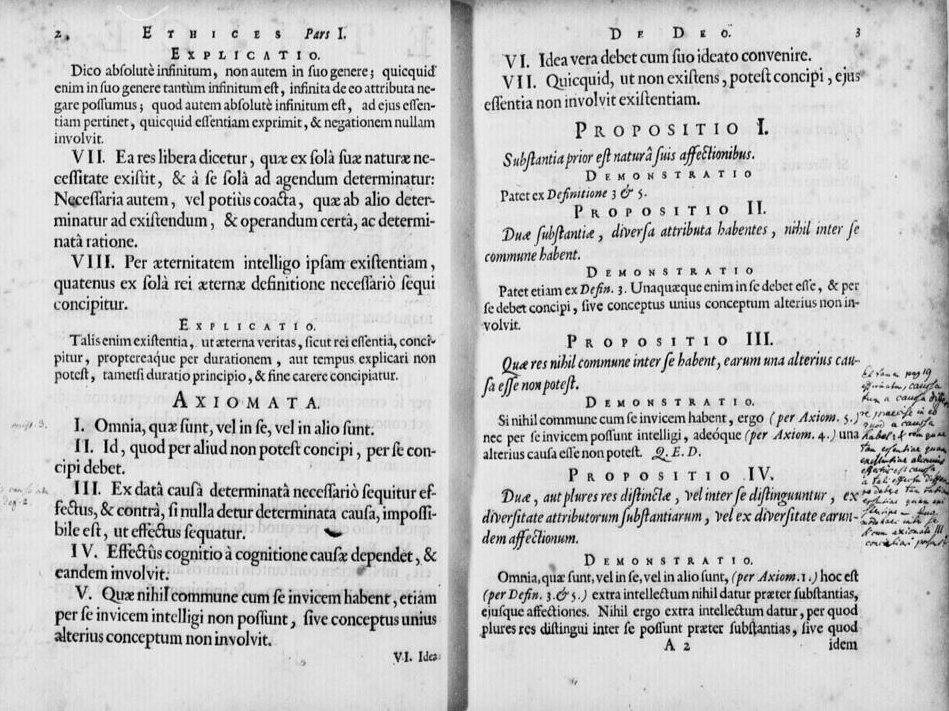
Duas páginas da Parte I do texto original da Ética

A consciência, juntamente com a alegria ou a tristeza, dos objetos que são a causa destas, gera dois novos afetos, respectivamente o amor (que, portanto, sentimos em relação ao que nos causa alegria) e o ódio (que sentimos face ao que nos entristece).:96
À dinâmica geral das emoções interessa, em grande parte, a composição (por associação, reflexão ou imitação) dos afetos individuais. A associação dos afetos funciona de forma análoga à associação das ideias descrita na segunda parte: face a coisas, pessoas ou circunstâncias semelhantes a coisas, pessoas ou circunstâncias que no passado provocaram uma certa emoção, tenderemos a sentir de novo uma emoção similar; se uma coisa, pessoa ou circunstância nova se apresenta junto a uma coisa, pessoa ou circunstância que no passado nos causou uma certa emoção, tenderemos a sentir relativamente à novidade uma emoção semelhante.:98:100 Os afetos reflexos estão ligados aos afetos daqueles a quem estamos emocionalmente ligados: se amamos alguém (o nosso relacionamento com o/a qual, portanto, aumenta o nosso poder) amaremos aquilo que ele/a ama (porque isso, aumentando o seu poder, também aumenta, indiretamente, o nosso) e odiaremos o que ele/a odeia (porque isso, diminuindo o seu poder, também indiretamente diminui o nosso); o oposto é verdadeiro para aqueles que odiamos.:100:101
Espinoza acrescenta o princípio da imitação dos afetos, sobre os nossos afetos para com aqueles a quem não estamos ligados emocionalmente. Ele afirma que, na medida em que somos parecidos a uma pessoa, tendemos a ser afetados da mesma maneira que foi afetada essa pessoa: «Se imaginamos que uma coisa semelhante a nós, e pela qual não experimentamos qualquer afeto, é afetada de uma afeto qualquer, apenas por esse facto somos afetados de um afeto semelhante» (E III, p27).:293 Devido a esta empatia, tendemos a alegrar-nos com a alegria dos nossos similares (nos quais Espinoza inclui todos os homens, mas não, por exemplo, os animais) e a simpatizar com a sua tristeza, ainda que não estejamos ligados a eles por relações de amor ou ódio; somos portanto inclinados a ir em auxílio daqueles que sofrem, porque a melhor maneira de limitar a tristeza que sentimos ao ver alguém sofrer é parar a tristeza deles (o facto de que a tristeza de alguém nos provoca tristeza não pode levar a que o odiemos, pois se o odiássemos a sua tristeza não nos causaria tristeza, mas alegria, o que é contraditório; no entanto, a alegria pela tristeza daqueles que odiamos, que é um exemplo típico dos invejosos, é sempre inquinada pela empatia que nos leva a sofrer com os que sofrem).:101:103 O egoísmo absoluto que motiva as nossas ações pode, portanto, resultar em ações altruístas, mas isso é ambivalente: também pode causar conflitos se, por exemplo, desejamos um objeto que outros desejam, com os quais entramos portanto em concorrência; em resumo, «da mesma propriedade da natureza humana de onde se segue que os homens são misericordiosos, segue-se igualmente que são invejosos e ambiciosos» (E III, p32s).:300:105

### Afetos ativos
Nas duas últimas proposições da terceira parte, Espinoza, que até então tinha efetuado apenas uma análise dos afetos passivos, trata dos afetos ativos.
Retoma a afirmação, enunciada na segunda parte, de que o conhecimento adequado torna possível a nossa atividade, e acrescenta agora que o conhecimento adequado envolve um sentimento de alegria; o conhecimento adequado, de facto, uma vez que não depende de outra coisa que não da mente que o concebe (a qual tem uma ideia adequada quando tem uma ideia correspondente à ideia que existe em Deus), implica da parte da mente a contemplação de si própria; esta contemplação de si mesma, por sua vez, é tornada possível pela ausência de forças condicionantes externas, o que indica um aumento da potência da mente. O conhecimento adequado e a nossa atividade, por outras palavras, andam a par do aumento da nossa capacidade de agir e, portanto, são acompanhados de alegria. Pelo contrário, a tristeza é devida a uma diminuição na nossa potência, e caracteriza-se, por conseguinte, por uma prevalência das causas externas em relação às quais somos passivos.:109
Por outro lado, se todos os afetos ativos causam alegria, nem toda a alegria é causada por afetos ativos: também são possíveis alegrias causados por aumentos parciais, desarmónicos e temporários do nosso poder de agir, os quais a longo prazo determinam um desequilíbrio e causam uma diminuição do nosso poder global, que traz consigo tristeza. "A mente enquanto tem ideias claras e distintas, como enquanto tem ideias confusas, esforça-se por perseverar no seu ser" (E III, p58d);:328 no entanto, apenas enquanto tem ideias adequadas consegue ser ativa e, por isso, sistematicamente aumentar o seu poder, enquanto que quando tem ideias inadequadas poderá aumentar de forma fortuita, parcial e a curto prazo o seu poder, mas acabará por ser dominada por causas externas.:109:110

## Parte IV: da servidão humana, ou seja, da força dos afetos
A quarta parte apresenta a moral de Espinoza. Comparativamente ao ponto de vista descritivo que o autor havia mantido até ao final da terceira parte da obra, agora torna-se generalizada a consideração valorativa que antes havia sido apenas insinuada com a explicação de como nascem as noções de bom e mau.:111:112 No prefácio, Espinoza introduz o estudo de perfeição e imperfeição, bem e mal, distinguindo duas considerações axiológicas: a ingénua, já estudada no apêndice à primeira parte, que se baseia no critério da aderência das coisas aos modelos ideais que os homens produzem com a sua imaginação ("cada um chamou perfeito aquilo que via estar de acordo com a ideia universal que tinha formado deste género de coisas", E IV, Prefácio);:356:113 e a racional, que se baseia num modelo que também é relativo aos homens, que é tornado inevitável, dada a necessidade absoluta de a natureza excluir que nela se possam encontrar valores objetivos, mas que é deles produto de acordo com ideias adequadas. Este modelo, que Espinoza pretende fazer seu, baseia-se, em especial, na noção de perfeição que ele havia introduzido na segunda parte, dizendo que "por realidade e por perfeição entendo a mesma coisa" (E II, d6).:198 Este critério para avaliar a perfeição das coisas, longe da arbitrariedade dos modelos gerados pelo preconceito finalístico típico dos homens dominados pela imaginação, baseia-se na ideia de "ente", que é adequada em nós porque é comum a todas as coisas. "Portanto, na medida em que reduzimos todos os indivíduos da Natureza a este género e, comparando-os uns com os outros, reconhecemos que uns têm mais entidade ou realidade que outros, dizemos que uns têm mais perfeição que outros" (E IV, Prefácio).:357 :114:115

### Bem e mal, poder e impotência
A quarta parte inicia-se com as definições dos conceitos de bem e mal: "Por bem entenderei aquilo que sabemos com certeza que nos é útil» (E IV, d1):359 e «Por mal, ao contrário, aquilo que sabemos com certeza que nos impede de nos tornarmos senhores de um certo bem» (E IV, d2).:359 Mais adiante, escreve ele, «por virtude e potência entendo a mesma coisa, isto é, a virtude é a própria essência ou a natureza do homem, enquanto ele tem a capacidade de fazer certas coisas que podem ser compreendidas pelas leis da sua própria natureza» (E IV, d8).:360 Aqui Espinoza recorre à Parte III (onde havia afirmado que «o esforço pelo qual cada coisa tende a perseverar no seu ser não é senão a essência atual dessa coisa», E III, p7):276 para sustentar que a capacidade do homem para ser causa adequada das suas ações coincide com o seu ser ativo, ou seja, com o aumento da sua potência para agir em relação aos agentes externos, isto é ainda, com a sua tendência irredutível a preservar-se e, portanto, finalmente, com a sua virtude, onde convergem o bem e o que é útil à sua preservação.:122:123 O único axioma desta parte intervém, no entanto, para evocar a fraqueza do homem, na sua finitude, face a causas externas: «Não existe, na Natureza, nenhuma coisa singular tal que não exista uma outra mais poderosa e mais forte que ela. Mas, dada uma coisa, é dada uma outra mais poderosa pela qual a primeira pode ser destruída.» (E IV, Axioma):360:361 Espinoza apresta-se a mostrar como o conhecimento do bem nos pode motivar a agir moralmente, mas está ciente de que «o homem, que é sujeito aos afetos, não é senhor de si, mas depende da fortuna, sob cujo poder está, a tal ponto que é muitas vezes forçado a seguir o pior, vendo muito embora o que é melhor para si.» (E IV, Prefácio).:355 É a isso que se refere à ideia de «escravidão humana» que dá o título à quarta parte.:120

### Poder e limites da razão na motivação moral
Tendo sustentado que a virtude a prosseguir é, para o homem, aquilo que a sua própria essência o impulsiona a prosseguir, isto é, o que é útil para a autopreservação, falta entender como o conhecimento adequado do verdadeiro útil pela razão possa traduzir-se na acção prática com a qual o homem a prossegue. Espinoza apresenta então o princípio pelo qual o que pode contrariar um afeto é apenas outro afeto, o princípio com o qual a sua posição ética se coloca num ponto original intermédio entre o racionalismo e o sentimentalismo.:117, 130
«Um afeto não pode também ser refreado nem suprimido, senão por um afeto contrário e mais forte que o afeto a refrear» (E IV, p7).:365 O conhecimento do verdadeiro útil não é suficiente, por si só, para determinar um homem a mover-se por via disso; pelo contrário, para que a consideração racional que nos leva a crer algo como realmente útil resulte em acção para perseguir essa coisa é necessário que essa consideração seja acompanhada por um afeto, graças ao qual pode nascer o desejo que efetivamente leve o homem a agir. Mas isto é possível: «O conhecimento do bem ou do mal não é outra coisa senão o afecto de alegria ou de tristeza, na medida em que temos consciência dele» (E IV, p8),:367 e «do verdadeiro conhecimento do bem e do mal, enquanto este é um afeto, nasce necessariamente o desejo, que é tanto maior quanto maior é o afeto de que nasce» (E IV, p15 d).:372:117:119
A razão, com as suas ideias adequadas, pode, portanto, motivar o homem a agir, embora isso requeira a intervenção dos afetos de desejo que acompanham naturalmente o conhecimento do verdadeiro útil, e que são o que realmente põe em movimento a acção.:119 No entanto, a capacidade da razão para produzir ideias adequadas (capacidade que depende unicamente da essência do homem) e de contrariar com isso os afetos passivos determinados nos homens pela força esmagadora de causas externas (os quais continuam a agir sobre o homem enquanto ele retiver ideias inadequada) é relativamente limitada. Somente se o homem tivesse apenas ideias adequadas seria completamente ativo e não sujeito a ser determinado por causas externas, mas a sua limitação impede-o de ser causa adequada de todos os afetos que surgem nele; continua, portanto, parcialmente passivo, isto é, parcialmente escravo.:120, 133:134

### Adequação e inadequação nas sociedades humanas
As considerações expostas até agora permitem identificar o que é realmente bom, à luz daquilo que a razão indica como verdadeiramente útil. De acordo com Espinoza, uma das coisas úteis, e portanto boas, para o homem é a união com outros homens, ou seja, a Sociedade.
Espinoza começa por esclarecer que as coisas que são completamente diferentes de nós são completamente indiferentes e, inversamente, podemos tirar utilidade ou dano das coisas apenas enquanto tenhamos algo em comum com elas; em particular, são úteis as coisas que concordam com a nossa natureza e prejudiciais aquelas que são contrárias à nossa natureza. Ora os homens, que obviamente têm algo em comum uns com os outros, tendem a discordar uns com os outros quando têm ideias inadequadas, e estão sujeitos às paixões, e podem por isso ser perigosos uns para os outros; inversamente, os homens concordam sempre e necessariamente quando têm ideias adequadas, porque «aquilo que julgamos ser bom ou mau segundo os ditames da Razão é necessariamente bom ou mau; logo, os homens, só na medida em que vivem sob a direcção da Razão, fazem necessariamente o que é necessariamente bom para a natureza humana e, consequentemente, para cada homem, isto é, aquilo que está de acordo com a natureza de cada homem» (E IV, p35 d).:389 Os homens de paixões podem, de facto, concordar e serem úteis mutuamente, mas este seu acordo é fortuito e efémero, porque o juízo sobre o bem e o mal determinado pela imaginação é substancialmente idiossincrático; na medida em que os homens se conduzem pela razão, pelo contrário, são de utilidade suprema uns para os outros e são-no de modo necessário e duradouro, porque o juízo sobre o bem e o mal determinado pela razão é universal para os homens. Além disso, o bem que os homens racionais desejam para si é a compreensão, que não é um bem exclusivista; de facto, qualquer um, dado que tira benefício da racionalidade dos outros homens, vai querer o bem (ou seja, a compreensão, ou seja, a racionalidade) também para os outros.:127:129
Os homens racionais obtêm, portanto, o benefício máximo da sua união. No entanto, mesmo os homens dominados pela imaginação verificam, em algum momento da sua evolução, que «por mútuo auxílio, obtêm muito mais facilmente aquilo de que necessitam, e que não podem evitar os perigos que os ameaçam de todos os lados a não ser pela união união de forças» (E IV, p35 s).:390 Espinoza faz sua a ideia de que o homem é um animal social. No entanto, a coexistência de homens dominados pela imaginação é complicada pelas suas idiossincrasias: «Cada um existe pela lei suprema da Natureza e, consequentemente, é em virtude do supremo direito da Natureza que cada um faz o que se segue da necessidade da sua natureza; [...] Se os homens vivessem sob a direcção da Razão, cada um usufruiria deste direito sem qualquer dano para outrem. Mas, como eles estão sujeitos aos afetos, que ultrapassam em muito a potência, que é a virtude humana, por isso, são muitas vezes arrastados em sentidos contrários, e são contrários uns aos outros, quando têm necessidade de ajuda mútua. Portanto, para que os homens possam viver de acordo e ajudar-se uns aos outros, é necessário que renunciem ao seu direito natural e assegurem uns aos outros que nada farão que possa redundar em dano de outrem» (E IV, p37 s2).:394:395
Este é o fundamento do Estado, um corpo no seio do qual são estabelecidas por acordo as normas de conduta que preservam a utilidade de todos, as quais são respeitadas com o medo das sanções estabelecidas pela sua violação (sanções que, por sua vez, podem ser aplicadas graças ao poder do próprio Estado, que supera em muito a de qualquer indivíduo isolado). Tais penas não implicam o reconhecimento nos indivíduos de uma liberdade de agir que, pelo determinismo de Espinoza, é e permanece inconcebível: elas simplesmente servem ao Estado para se defender de quem põe em perigo os seus membros e, portanto, as noções de mérito e culpa, sem qualquer base natural, são determinadas apenas pela adesão ou oposição das ações às leis, sem que nisto esteja implícita a ideia de que o culpado ou o merecedor poderiam ter agido de forma diferente daquela que agiram. No entanto, o Estado também é o lugar privilegiado onde a convivência dos homens pode levar a um crescimento coletivo deles no sentido da racionalidade (sendo justamente este papel educativo que Espinoza se atribuía escrevendo a Ética).:138:142
Há uma distância considerável, em Espinoza, entre legalidade e moralidade. As leis que prescrevem a conduta dos homens no Estado são artificiais, e associam a acção louvável, ou a culpável, da sua recompensa, ou punição. As leis da moral são, ao invés, inerentes à própria natureza humana, com o seu conatus de auto-preservação que se expressa no seu melhor com a atividade da razão. Assim, ao contrário das ações legais, que são levadas a cabo com vista a algo diferente de si próprias, as ações morais são prémios de si mesmas.:132

### O homem livre e Deus
Se um homem pudesse ter apenas ideias adequadas, então toda a sua conduta seria inteiramente compreensível em virtude de sua própria essência; ele seria totalmente ativo e determinado apenas por si mesmo, e seria, portanto, livre de acordo com a definição de liberdade dada na primeira parte. Com isso, ele seria igual a Deus. Mas isso, como vimos, é uma espécie de ideal regulador praticamente inatingível, uma vez que a limitação do homem implica que nele sempre permanecerão um certo número de noções inadequadas.:133:134
No entanto, o facto de o homem racional possuir algumas ideias adequadas (e que se coloca, portanto, entre os extremos opostos do homem completamente dominado por ideias inadequadas e Deus que tem apenas ideias adequadas) é suficiente para serená-lo com a consciência das dificuldades do universo moral em que se move e da inacessibilidade da perfeição absoluta.:135 «Quanto às coisas que nos acontecem contra aquilo que pede a lei da nossa utilidade, suportá-las-emos com ânimo igual, se tivermos consciência de ter cumprido a nossa função; de que a potência que temos não podia ir até ao ponto de nos permitir evitá-las; e de que nós somos uma parte da Natureza cuja ordem seguimos. Se compreendermos isto de uma maneira clara e distinta, essa parte de nós, que é definida pela inteligência, isto é, a melhor parte de nós, encontrará nisso pleno contentamento e esforçar-se-á por perseverar nesse contentamento.» (E IV, Apêndice Cap. XXXII).:439:440
Por outro lado, o próprio facto de que o homem pode mover-se no espaço da moralidade depende desta sua condição intermédia: um ser desprovido de qualquer racionalidade seria incapaz de uma moral universal; um ser perfeitamente racional seria incapaz de qualquer moral, porque não poderia não conhecer o mal (o conhecimento do mal depende de facto da experiência de uma diminuição do próprio poder de agir, o qual não pode produzir-se num ser completamente racional, isto é, completamente ativo), nem o bem (o conhecimento do bem depende de facto da experiência de um aumento do próprio poder de agir, o qual também não pode produzir-se num ser já completamente ativo, enquanto totalmente racional). Deus, portanto, ou seja a natureza, confirma-se mais uma vez estar para além da consideração moral, que está inteiramente ligada às avaliações racionais dos homens na sua finitude.:136:138

## Parte V: Do poder do intelecto, ou da liberdade humana
A quinta e última parte da Ética «trata da maneira, ou seja, da via que conduz à liberdade. Nesta parte, pois, tratarei da potência da Razão, mostrando o que pode a Razão sobre os afetos; e depois o que é a liberdade ou beatitude da alma. Por aí veremos como o sábio é superior ao ignorante.» (E V, Prefácio).:443
Já vimos que, segundo Espinoza, é impossível que o homem (pelo menos enquanto permanece na dimensão do tempo limitado) esteja livre de todas as suas ideias inadequadas, e que todavia pode ter acesso a algumas ideias adequadas que determinam a sua atividade, e não a passividade, relativamente às causas externas; ficando dentro da lógica do "paralelismo" pela qual a eventos físicos correspondem eventos mentais e vice-versa, e após ter evidenciado as limitações que a razão encontra na tentativa de libertar o homem das paixões, o autor passa a considerar como a mente pode, graças ao seu poder apenas, conduzir o homem à beatitude: «Portanto, visto que o poder da mente, como atrás demonstrei, é definida somente pela inteligência, os remédios dos afetos, remédios esses dos quais eu creio que todos têm experiência, mas que não observam com cuidado nem veem distintamente, só os determinaremos pelo conhecimento da mente, e deste mesmo conhecimento nós deduziremos tudo o que disser respeito a sua beatitude» (E V, Prefácio).:446:142:146

### A mente no tempo
A primeira metade da Parte V coloca-se na perspectiva da mente enquanto é ideia do corpo no tempo, e trata dos remédios que podem ser usados para minimizar os efeitos negativos da paixão. Em primeiro lugar, o conhecimento das afecções é um fator que limita a sua perigosidade: ter conhecimento adequado de um afeto, o que é possível na medida em que esse afeto é determinado em nós por propriedades comuns a nós e aos corpos externos, implica já o facto de estar ativo no seu confronto e é, por outro lado, para separar o afeto na sua generalidade da causa particular do afeto particular, ficando assim perturbado em menor extensão.
Em segundo lugar, Espinoza tem em conta o fator tempo: se é verdade que o conhecimento adequado e, por isso geral, da razão determina afeições boas que tendem a ser facilmente dominadas pelos afetos ruins quando estes últimos estão presentes e concretos, também é verdade que na ausência daquilo que poderia determinar um afeto mau as afeições boas determinadas pelos preceitos da razão podem prevalecer; assim podemos educar-nos nós próprios a tais preceitos da razão quando estamos menos pressionados por causas externas, de modo a cultivar os nossos afetos bons e para poder contrapor com maior eficácia aos maus quando estes por fim aparecem. Em terceiro lugar, Espinoza mostra que a consciência da necessidade de todas as coisas pode moderar as paixões que elas determinam em nós: «a tristeza proveniente de um bem que pereceu é mitigada no momento em que o homem, que o perdeu, considera que ele de forma nenhuma poderia ser conservado» (E V, p6s).:451:452:146:148
Mais genericamente, segundo Espinoza, o conhecimento adequado traz sempre consigo um aumento da nossa capacidade de ser ativo e, portanto, é acompanhado por um afeto de alegria. Ter conhecimento adequado significa ter na nossa mente, na medida em que nela se expressa a essência de Deus, ideias que são iguais às ideias que se encontram no próprio Deus, para além do tempo; portanto, ter conhecimento adequado significa sempre ter um conhecimento de Deus, embora nunca seja exaustivo. Todo o conhecimento adequado, que enquanto tal provoca alegria, é, portanto, acompanhado pela consciência da sua causa, que é Deus, e que, portanto, envolve amor por ele. O amor de Deus é, para Espinoza, um sentimento muito positivo, que nos ajuda em grande medida a lidar com as paixões. Isto, todavia, tem implicações ainda mais radicais quando o consideramos não em relação ao tempo e ao corpo existente no tempo, mas do ponto de vista da mente enquanto é a ideia eterna da essência do corpo.:148:150

### A mente fora do tempo
A segunda metade da Parte V coloca-se na perspectiva da mente que corresponde não ao corpo existente em acção, mas à ideia da essência do corpo sub specie aeternitatis: no primeiro destes dois pontos de vista, a mente tem uma duração finita, exatamente como o corpo ao qual corresponde, e morre com a morte do corpo; no segundo ponto de vista, no entanto, a mente é eterna, exatamente como a essência do corpo, pois que uma e o outro existem sub specie aeternitatis em Deus (respectivamente no pensamento e na extensão). Ainda que as faculdades próprias da mente, enquanto se coloca na finitude (a memória, a sensibilidade, a imaginação) desaparecem no momento da morte, as faculdades próprias da mente enquanto é eterna (a razão e o intelecto) são elas próprias eternas. «A parte eterna da Alma é a inteligência, pela qual somente se diz que nós agimos; aquela, porém, que nós demonstrámos que perece é a própria imaginação, pela qual somente se diz que nós sofremos» (E V, p40c).:479:148:150
O facto de a memória estar incluída na parte da mente que está destinada a morrer significa, em primeiro lugar, que não devemos esperar encontrar na memória o testemunho da eternidade de uma parte da nossa mente, e, em segundo, que a parte eterna da mente não pode recordar os eventos porque aquela passou no tempo: A «ideia que exprime a essência do Corpo, do ponto de vista da eternidade, é um certo modo de pensar, que pertence à essência da Alma e que é necessariamente eterno. E, no entanto, não pode suceder que nos lembramos de ter existido antes do Corpo, visto que não pode haver no corpo nenhuns vestígios disso, nem a eternidade pode ser definida pelo tempo, nem pode ter nenhuma relação com o tempo» (E V, p23s).:465:466 No entanto, a parte eterna da mente não é apenas a ideia que em Deus representa a mente humana: neste sentido, de facto, todas as ideias das essências das coisas individuais que se encontram em Deus são eternas, e o que permanece para além do tempo é o próprio intelecto infinito de Deus; à mente humana que existe sub specie aeternitatis, por sua vez, continua a corresponder a unidade de consciência que já correspondia, no tempo, a um muito preciso Eu individual. Espinoza sustenta, em suma, a eternidade da consciência pessoal, e não apenas de um intelecto universal.:152:156
Espinoza afirma que a mente humana, no tempo, tem experiência da sua própria eternidade, ou pelo menos de parte dela, na medida exata em que dela tenha conhecimento adequado (conhecimento que, como foi dito no final da Parte II, não depende do tempo e que fica acessível à mente enquanto uma sua parte se coloca para além do tempo). «Sentimos e experimentamos que somos eternos. Com efeito, a Alma não sente menos aquelas coisas que ela concebe, ao compreender, do que aquelas que tem na memória. Efetivamente, os olhos da Alma, com os quais ela vêe observa, são as próprias demonstrações» (E V, p23s).:466 O conhecimento adequado, em suma, demonstra a nossa pertença também a uma ordem intemporal, que é eterna; e a parte de nós que, no tempo, se tornou consciente desta sua intemporalidade pelo próprio facto de ter tido acesso a conhecimento eterno, a parte de nós que é exercida na dimensão eterna, permanecerá nessa dimensão que lhe é própria.:152:156
O conhecimento adequado ao qual a mente acede enquanto se exercita para além do tempo pertence ao segundo e terceiro tipo, de acordo com a classificação dos tipos de conhecimento proposta na Parte II. O terceiro tipo, em particular, «procede da ideia adequada da essência formal de certos atributos de Deus para o conhecimento adequado da essência das coisas» (E II, p40s2);:244 coloca à disposição, em suma, ideias adequadas de coisas individuais de modo também intuitivo, quando o conhecimento do segundo tipo coloca à disposição ideias gerais com uma tendência discursiva. Um exemplo de conhecimento de terceiro tipo é o conhecimento que a mente tem de si mesma a partir do conhecimento que tem de Deus: «..visto que a essência da nossa alma consiste só no conhecimento, cujo princípio e fundamento é Deus, por aqui vemos claramente como, e segundo que relação, a nossa alma resulta da natureza divina quanto à essência e à existência e depende constantemente de Deus.» (E V, p36s).:475:153:154
Ora, este terceiro tipo de conhecimento é superior ao segundo, que também é ainda fonte de ideias adequadas, pelo facto de abranger as coisas individuais e de ser de tipo intuitivo; à luz do facto, já visto, de que o conhecimento determina o supremo poder de agir do homem e também a sua suprema alegria, isto é, a sua suprema virtude, daqui resulta, portanto, que «o esforço supremo da Alma e a suprema virtude é compreender as coisas pelo terceiro género de conhecimento.» (E V, p25).:466 Em última análise, da mente de cada homem se conserva apenas a parte que se exercitou na dimensão eterna, enquanto que aquela que pertence à dimensão finita perece. A consistência da parte eterna relativamente à destinada a dissolver-se depende da consistência, na mente, das ideias adequadas relativamente às inadequadas: «Quanto maior é o número de coisas que a Alma compreende pelo segundo e terceiro género de conhecimento, tanto maior é a sua parte que permanece ilesa.» (E V, p38d).:476:477 :155
A seguir, Espinoza lembra que este conhecimento, apesar de na sua dimensão eterna, permanece inserido na lógica de um paralelismo com o corpo, do qual a mente é sempre, em qualquer caso, a ideia: «Quem tem um corpo apto para um grande número de coisas, tem uma Alma cuja maior parte é eterna» (E V, p39).:477 O sábio deve, portanto, ter um corpo tão complexo quanto articuladas são as ideias que ele tem na mente para ser capaz de fazer o que a eternidade da sua mente, enquanto é ideia da essência do corpo para além do tempo, se exprime no tempo: «O ignorante [...] vive, ainda, quase sem consciência de si mesmo, de Deus e das coisas e ao mesmo tempo que deixa de sofrer, deixa de ser também. Enquanto que, pelo contrário, o sábio [...] consciente de si mesmo, de Deus e das coisas, em virtude de uma certa necessidade eterna, nunca deixa de ser». (E V, p42s).:482 :156:157

### Amor intelectual de Deus e felicidade humana
Espinoza apresta-se a delinear a teoria da felicidade humana que é o propósito que inspirou a escrita da própria Ética.
Como já vimos, o conhecimento do terceiro género depende da mente enquanto é eterna, e a eternidade da mente depende da sua pertença à dimensão intemporal de Deus. Por isso, «Tudo o que compreendemos pelo terceiro género de conhecimento, deleito-nos com ele e isto com uma alegria, acompanhada da ideia de Deus como causa» (E V, p32).:471 Mas a alegria acompanhada pela ideia da sua causa, por definição, não é outra coisa que o amor e, portanto, «do terceiro género de conhecimento nasce necessariamente o amor intelectual de Deus» (E V, p32s):471 (onde "intelectual" significa simplesmente que é um amor referente à parte eterna da mente, que é precisamente o intelecto).:158
Deus, então, dado que inclui no seu intelecto a totalidade infinita das ideias, tem um perfeito conhecimento de si mesmo; além disso, embora (sendo o seu poder infinito) não se possa atribuir-lhe a alegria (que por definição deriva de um aumento no poder), ele goza de uma absoluta perfeição que determina a sua felicidade. Portanto, ele é abençoado com a consciência da causa da sua felicidade, que é ele próprio, e, consequentemente, «Deus ama-se a si mesmo com um amor intelectual infinito» (E V, p35).:473 Mas, enquanto o amor intelectual das mentes humanas a Deus depende do facto de elas serem parte do intelecto eterno e infinito de Deus, «o amor intelectual da Alma relativamente a Deus é parte do amor infinito com que Deus se ama a si mesmo» (E V, p36).:474 «Daqui resulta que Deus, na medida em que se ama, ama os homens e, consequentemente, que o amor de Deus para com os homens e o amor intelectual da Alma relativamente a Deus são uma só e a mesma coisa» (E V, p36c).:474 :158:159
«Por estas coisas compreendemos claramente em que consiste a nossa salvação, ou seja, a nossa felicidade ou liberdade, a saber: num amor constante e eterno para com Deus, por outras palavras, no amor de Deus para com os homens» (E V, p36s).:474:475 Na medida em que a mente conhece Deus na sua dimensão eterna, assim ela faz parte do próprio Deus: ou seja, mesmo sem perder a sua finitude, tem ideias que são as mesmas ideias que Deus tem; tem apenas ideias adequadas, apesar de não as ter em número infinito; e assim é livre como Deus é livre, embora sendo muito menos poderosa.:159:160
Esta é a felicidade a que aspira o sábio, na qual ele encontra ao mesmo temo o máximo da sua felicidade e o máximo do seu poder; o homem não busca a virtude por outra razão que não por causa da sua conatus à auto-preservação e pela alegria que é causada pelo aumento do seu poder; de modo que, por fim, «a felicidade não é prémio da virtude, mas é a própria virtude» (E V, p42).:481:162

## Recepção da obra

O selo pessoal com que Espinoza (Benedictus De Spinoza) finalizava as suas cartas, com o lema Caute ("cautelosamente", "com cautela", em latim)

Espinoza passou a ser considerado um pensador heterodoxo ou mesmo subversivo, logo a seguir à publicação do Tratado teológico-político, se não até antes disso.:164 As primeiras reações suscitadas pela Ética nos anos imediatamente após a sua publicação não inverteram a tendência: de facto, foram principalmente no sentido de acusar Espinoza de ser um ateu. Especialmente o conteúdo da primeira parte, com a negação de algumas propriedades fundamentais do Deus das crenças tradicionais (como a providência, a bondade, a liberdade da vontade), esteve na base daquela acusação. Com efeito, a importância da influência de Descartes em Espinoza e a recuperação por Malebranche de algumas categorias espinozista levou a que estes dois filósofos, juntamente com outros, fossem associados ao próprio Espinoza na acusação de ateísmo. Leibniz estudou profundamente Espinoza, do qual procurou distanciar-se ao adoptar alguns pontos de vista semelhantes aos seus, por exemplo, a propósito do determinismo.:164:166
Nas últimas décadas do século XVII, a Ética foi objeto de numerosos textos dirigidos pela vontade explícita de refutar a tese de Espinoza, cujos autores, no entanto, em alguns casos, acabavam por acolher alguns pontos da metafísica espinozista, em primeiro lugar do necessitarismo. A obra teve, pois, alguma receptividade nos ambientes heterodoxos ligados ao libertinismo, críticos das concepções providencialistas de Deus e cépticos em relação à existência de valores morais absolutos. Um leitura asperamente crítica da Ética foi a que expôs Pierre Bayle na entrada dedicada a Espinoza no seu Dicionário histórico-crítico (Dictionnaire historique et critique), publicado em 1697, onde argumentava entre outras coisas que Espinoza tinha arbitrariamente utilizado a palavra "Deus" para se referir a um ente que tinha privado de todas as características de um Deus legitimamente entendido, que tinha uma grande fortuna, e defendeu a qualificação de ateu atribuída sem hesitação a Espinoza por Voltaire no Dicionário filosófico (Dictionnaire philosophique).:166:168

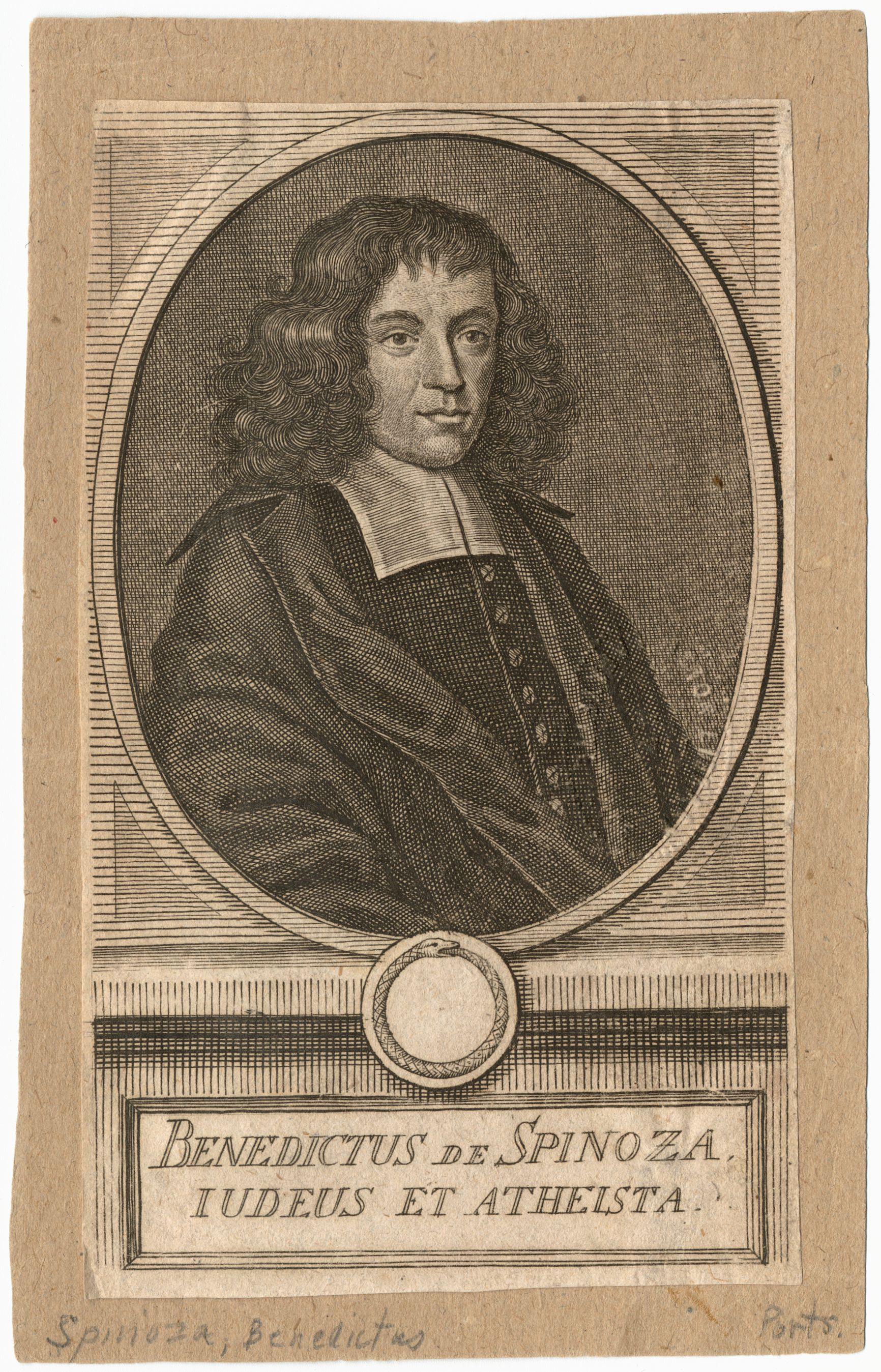
Capa de obra de Espinoza com o seu retrato e a inscrição em latim: «Benedictus de Spinoza, iudaeus et atheista»

No século XVIII, tanto em França como na Alemanha, houve numerosas tomadas de posição críticas ou apologéticas de Espinoza. Em Itália, uma crítica muito contundente foi expressa pelo eclesiástico católico Giovanni C. Battelli na sua "censura eclesiástica" de 1707. O arcebispo Battelli referia o teólogo protestante Christian Kortholt que na obra De tribus impostoribus magnis liber (1701) retomou o mítico De tribus impostoribus da tradição medieval, e que indicava como ímpios três filósofos modernos: Edward Herbert de Cherbury, Thomas Hobbes e Espinoza:
Benedetto Spinoza [...] publicou muitos panfletos perniciosos nos quais se manifesta mais iníquo e ímpio do que Herbert e Hobbes. Faz, de facto, a defesa aberta do ateísmo e ensina-o. Nega abertamente e zomba da existência de Deus e da providência. Nega a existência dos anjos, do diabo, do paraíso e do inferno [...] acredita que tudo acaba com a própria vida, e que depois dela não há nada. Com igual impiedade nega a ressurreição e a ascensão ao céu de Cristo. Diz que os profetas [...] escreveram uma série de absurdos [...] e que nas Sagradas Escrituras [...] há muitas coisas falsas, fantasiosas e contraditórias [...]; afirma que o espírito de Cristo está presente mesmo entre os Turcos [...] sustenta que apenas ao poder civil cabe determinar o que é justo, injusto, piedoso ou ímpio.
Battelli concordava, portanto, com Kortholt ao considerar Espinoza o mais perverso (deterior et magis impius) dos três. Espinoza que juntamente com Lucrécio, Hobbes e os libertinos continuaria a ter fama de defensor de teses ateias no Traité de trois imposteurs (também conhecido como A vida e o espírito de M. Benoit de Spinoza) de Jean Lucas, publicado em 1719.
O iluminismo francês, embora longe de se interessar na metafísica como Espinoza a tinha entendido, reconhece-se (com pensadores como La Mettrie, d'Holbach e Diderot) nas suas teorias racionalistas e deterministas, atribuindo-lhe até posições materialistas. Na Alemanha, na sequência da recuperação de um texto antiespinosiano de Christian Wolff por Moisés Mendelssohn, que expressava uma certa abertura para as teses da Ética, abre-se uma disputa entre este e Friedrich Heinrich Jacobi sobre o espinozismo de Gotthold Ephraim Lessing; esta provocou a reabertura do debate sobre Espinoza, na base do Iluminismo e de um incipiente Romantismo, que, acabou também por atingir Johann Gottfried Herder e, menos diretamente, Goethe e Kant.:169:172
Tanto Johann Fichte como Friedrich von Schelling, este um pouco mais tarde, tiveram Espinoza como referência, apesar de modificarem substancialmente algumas componentes da sua metafísica ao adaptá-la às suas próprias ideias. Espinoza também foi uma figura importante para Hegel, que avançou na sua defesa contra as acusações de ateísmo que haviam sido levantadas, afirmando que ele, longe de negar Deus, tinha pelo contrário argumentado que havia apenas Deus, e, portanto, havia negado a efetiva realidade do cosmos; para Hegel, portanto, não era um ateísmo, mas um acosmismo, em que apenas Deus (isto é, a substância com os seus atributos) tem uma realidade afirmativa e a natureza (isto é, o conjunto de modos, finitos e infinitos) é uma determinação, isto é, uma negação, de Deus, não tendo portanto uma existência autónoma; Hegel, portanto, que também considerou o espinozismo o princípio necessário de qualquer filosofia, censurou Espinoza por não ter encontrado uma dialética capaz de superar os dois momentos da afirmação e da negação, e de não ter sabido, em seguida, garantir a autonomia (e a dinâmica) do finito relativamente ao infinito (estática) da substância divina.:172:173 :205 Hegel também esclareceu uma afinidade do pensamento de Spinoza com a filosofia oriental (afinidade já observada por Bayle e Malebranche e explorada depois por outros autores) quanto à intuição da identidade absoluta, a qual está na base tanto do sistema de Espinoza (sob a forma do conceito da unidade da substância oposto, por exemplo, ao dualismo cartesiano) como das noções orientais.
O necessitarismo e o imanentismo de Espinoza, interpretados como materialismo, levaram Ludwig Feuerbach e Friedrich Engels a ver nele um precursor das próprias teses. A Ética foi estudada e apreciada mesmo por Schopenhauer, enquanto Nietzsche considerou de importância fundamental alguns pontos da filosofia de Espinoza (a negação do livre arbítrio, do finalismo, do ordenamento axiológico da natureza, do mal e de qualquer princípio não egoístico da ação humana).:173:174
Além da metafísica e da teologia de Espinoza, ou seja, além do primeiro livro da Ética, a teoria do conhecimento de Espinoza foi estudada e apreciada pelos empiristas do século XVIII, em particular, por John Locke e David Hume; este último retomou também a teoria de Espinoza sobre o papel da paixão para motivar as pessoas a agir de acordo com o que a razão determina como útil e também a sua teoria da imitação dos afetos, que explica a empatia, na qual, segundo Hume, assenta o sentido moral.:174:175
Algumas categorias espinozistas para a explicação da relação entre eventos físicos e eventos mentais foram reutilizadas mais tarde, do final do século XIX ao início do século XX, por Ernst Mach e, depois, por William James e Bertrand Russell.:176
Entre os séculos XIX e XX, também por causa da reedição das obras de Espinoza (e até mesmo pela redescoberta de uma delas, o Breve Tratado, em 1851), houve uma proliferação de estudos sobre Espinoza, em geral, e sobre a Ética, em particular.:205,210 Relevante, no século XX, foi a influência da filosofia espinozana sobre Giovanni Gentile, que dirigiu uma importante edição italiana da Ética, publicada em 1915, e sobre Piero Martinetti, para quem Espinoza era uma das referências que o levaram a desenvolver o seu "espiritualismo metafísico de modo racionalista».
Digno de nota é o comentário de Giorgio Colli, na introdução da edição em italiano de 1959:
"A Ética exige leitores não preguiçosos, discretamente dotados e sobretudo que tenham muito tempo disponível. Se a ela se concede tudo isso, em contrapartida, oferece muito mais do que se pode razoavelmente esperar de um livro: revela o enigma desta nossa vida e aponta o caminho da felicidade, duas dádivas que ninguém pode desprezar."